# Tesco
Tesco je britská obchodní skupina, která provozuje síť stejnojmenných hypermarketů a supermarketů v pěti zemích světa. V některých zemích se také zabývá poskytováním telekomunikačních a bankovních služeb a provozem čerpacích stanic. Tesco bylo v roce 2024 největším obchodním řetězcem ve Spojeném království a jedním ze tří největších v Irsku. S celosvětovými tržbami 61,91 mld. amerických dolarů (asi 1,434 bilionu Kč) bylo v roce 2023 mezi 50 největšími maloobchodními společnostmi na světě.

## Historie

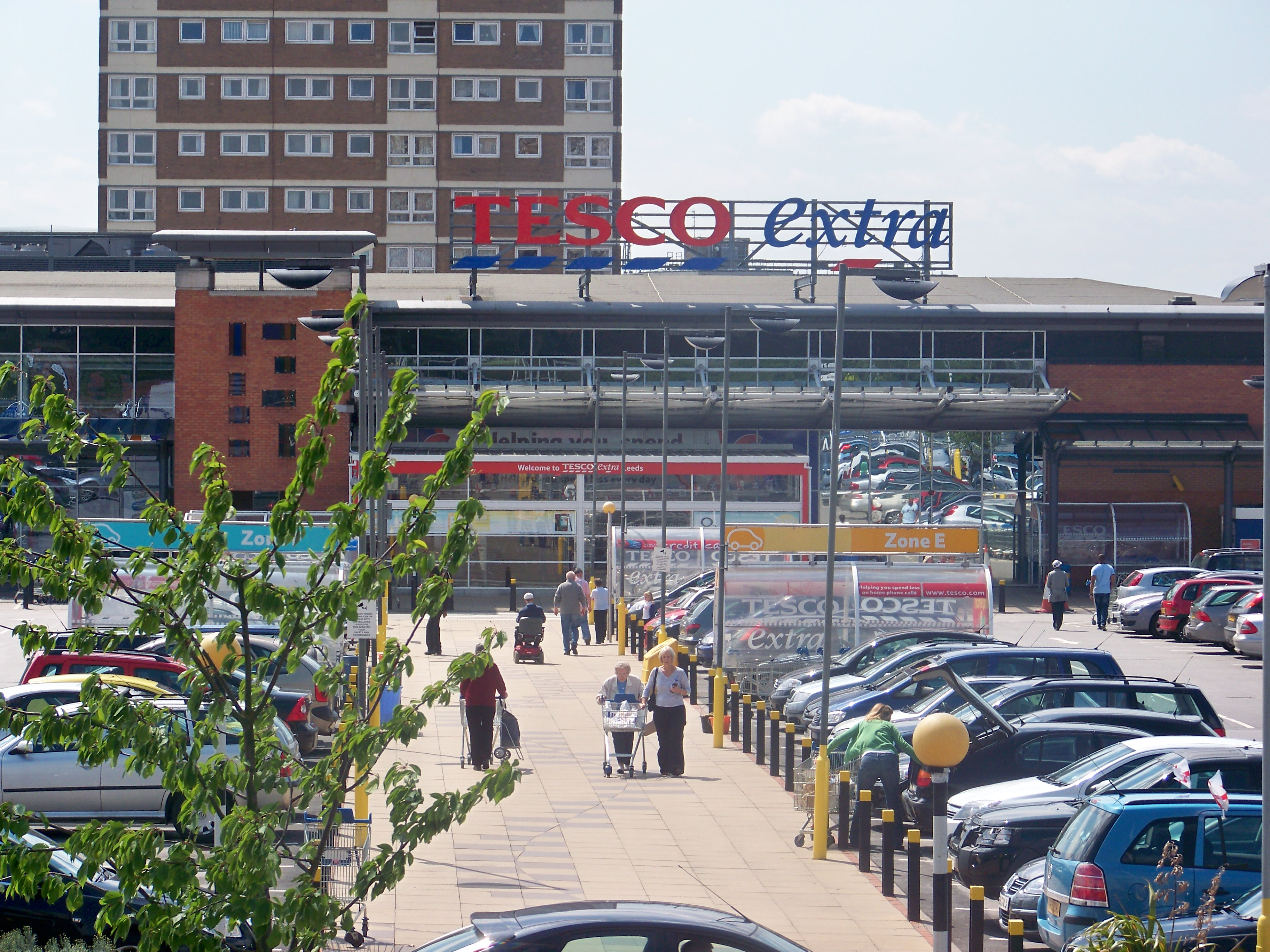
Tesco Extra v Leedsu

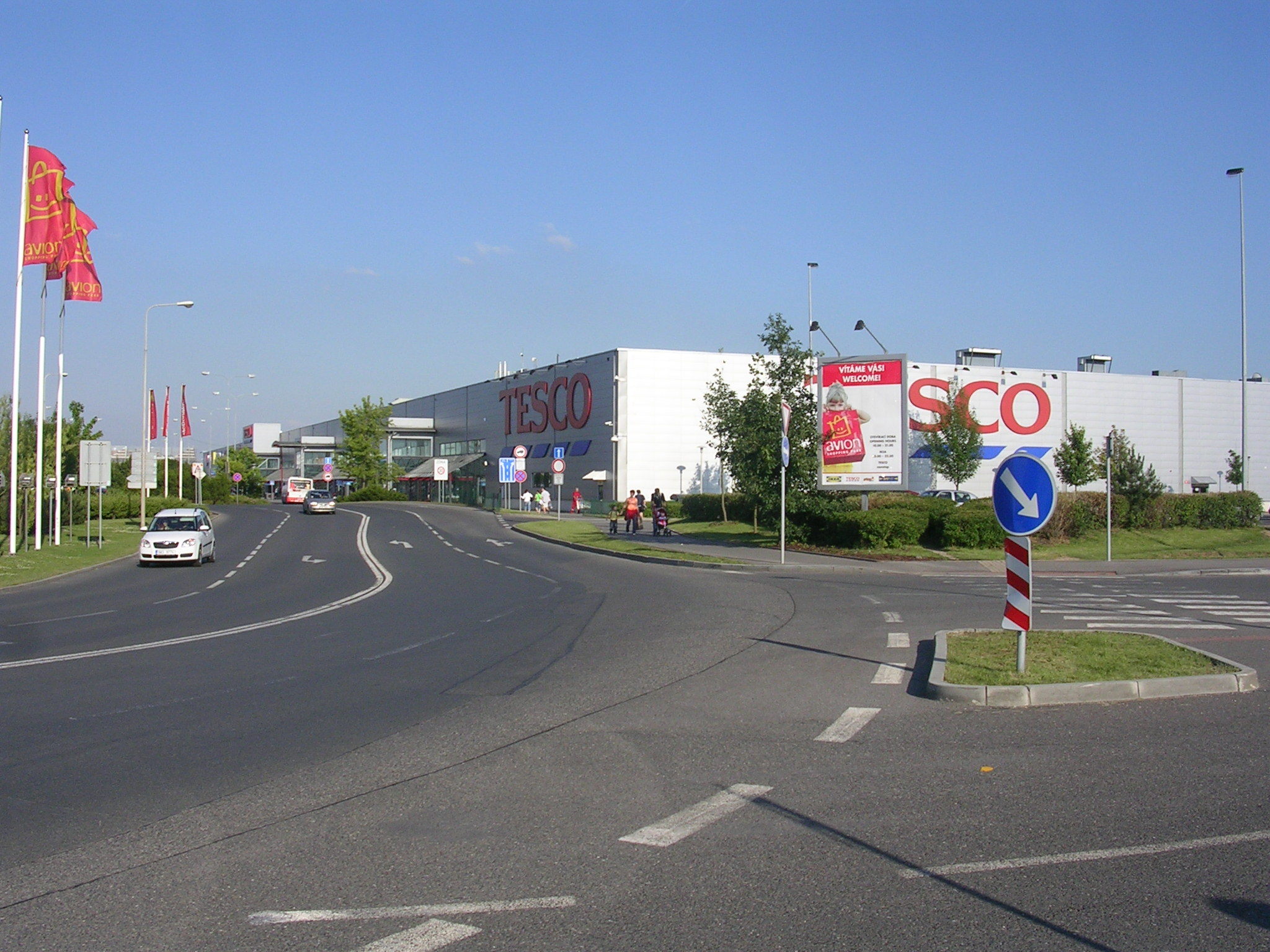
Nejstarší hypermarket Tesco v ČR v Praze na Zličíně (2009)

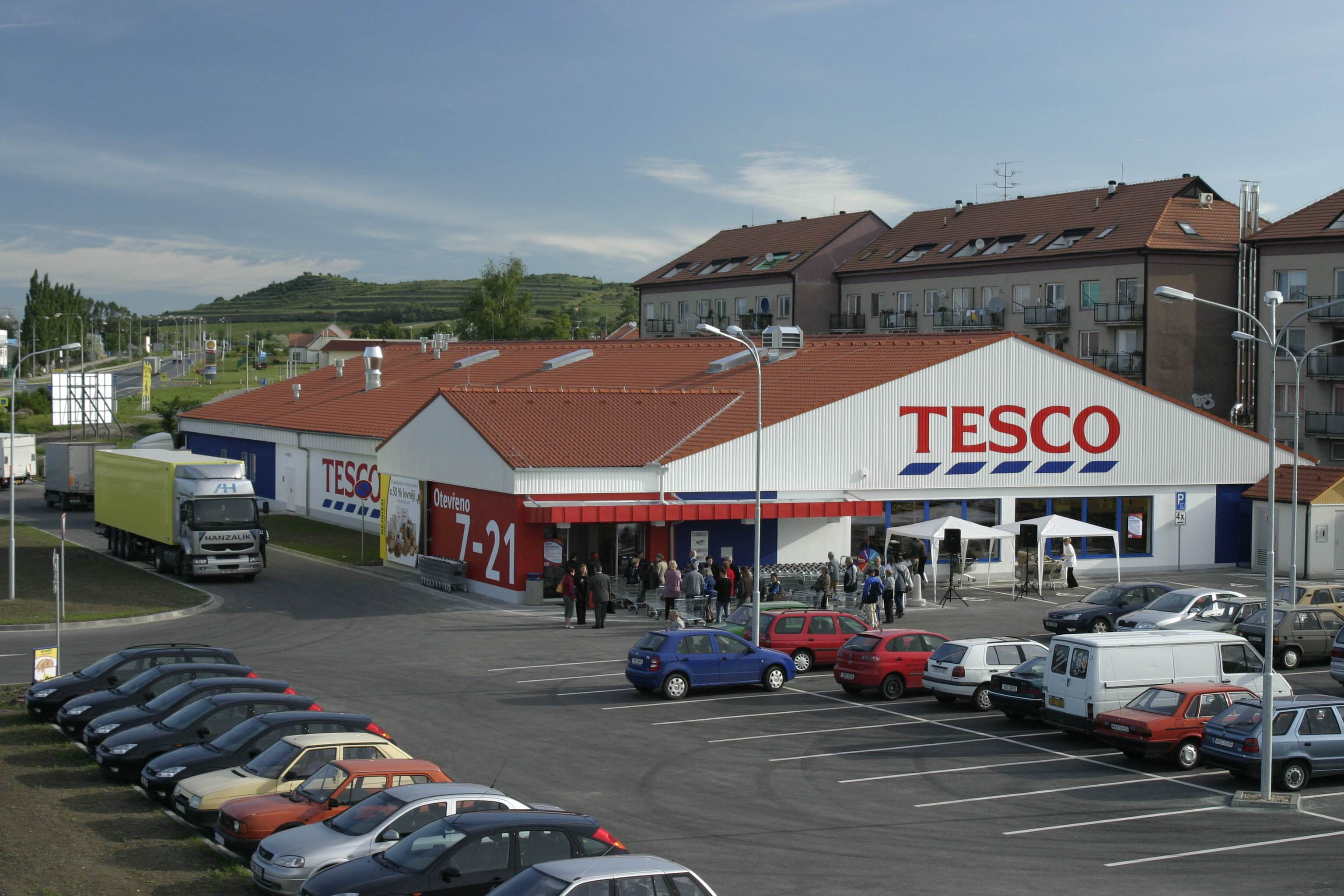
Nejstarší supermarket Tesco v ČR v Mikulově (2007)

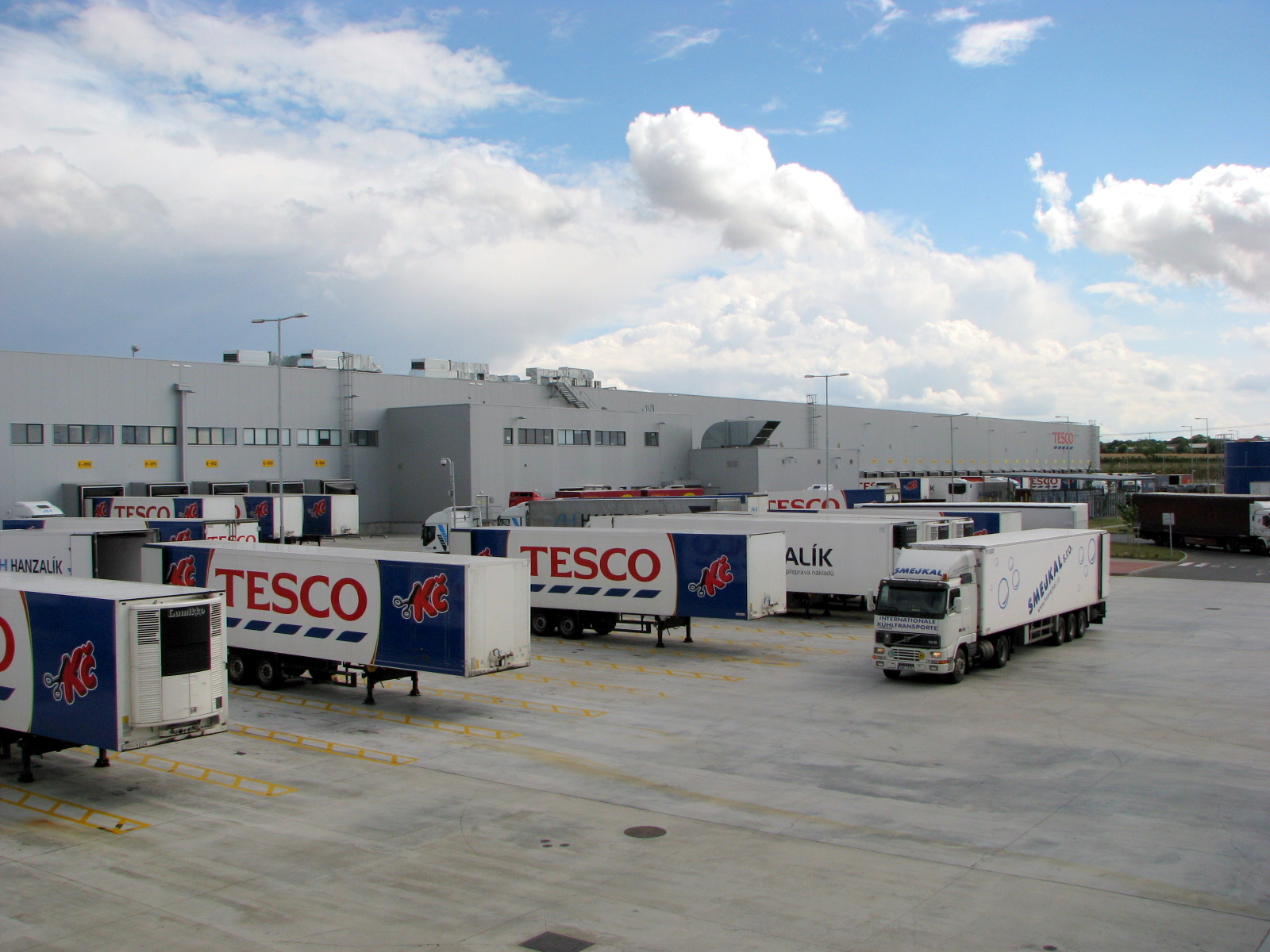
Distribuční centrum Tesco v Postřižíně (2007)

Tesco založil ve Velké Británii obchodník Jack Cohen, syn židovských imigrantů z Polska. Po návratu z války, ve které sloužil u britského královského letectva Royal Air Force, si v roce 1919 otevřel stánek s potravinami v Hackney na východě Londýna. Název Tesco vytvořil z iniciálů obchodníka T. E. Stockwella, který zásoboval jeho podnik čajem, a z prvních dvou písmen svého příjmení Cohen. Značka Tesco se poprvé objevila roku 1924 na čaji nazvaném Tesco Tea. O několik let později Cohen v londýnské čtvrti Edgware otevřel první kamennou prodejnu Tesco. Ve třicátých a čtyřicátých letech postupně přibylo několik desítek dalších prodejen.

Od roku 1947 je Tesco akciovou společností obchodovanou na londýnské burze. V roce 1948 byla v St. Albans otevřena první samoobsluha Tesco. První supermarket Tesco byl otevřen v roce 1958 v Maldonu v Essexu a v roce 1968 řetězec poprvé použil termín Superstore (hypermarket) pro nově otevřenou prodejnu v Crawley. V roce 1973 Tesco otevřelo první čerpací stanici. Na konci 80. let už mělo Tesco ve Spojeném království téměř čtyři sta prodejen.
V 90. letech 20. století Tesco rozšířilo své služby. Řetězec začal nabízet produkty vlastních značek Tesco Value a Tesco Finest. V roce 1995 byl spuštěn věrnostní program Clubcard. Od roku 1997 Tesco ve Spojeném království poskytuje bankovní služby a ve stejném roce byl otevřen první hypermarket Tesco Extra. Přelom tisíciletí se také nesl ve znamení expanze na zahraniční trhy: Tesco vstoupilo do Maďarska a Polska (1995), do Česka a na Slovensko (1996), do Irska (1997), Thajska (1998), Jižní Koreje (1999), na Tchaj-wan (2000), do Malajsie (2001), Turecka a Japonska (2003), do Číny (2004) a do Spojených států (2007). V roce 2001 byla spuštěna oděvní značka F&F a o dva roky později mobilní operátor Tesco Mobile.
V roce 2014 bylo Tesco aktérem skandálu s podvody v účetnictví. Společnost nadhodnotila svůj zisk o 326 mil. britských liber (cca 10,2 mld. Kč), za což jí v roce 2017 byla vyměřena pokuta 129 mil. liber (4,03 mld. Kč) od britského Serious Fraud Office (Úřadu pro vyšetřování závažných podvodů). Kromě toho Tesco v následujících letech v důsledku restrukturalizace opustilo většinu trhů, kam expandovalo na přelomu tisíciletí a v roce 2024 již provozovalo obchody pouze ve Spojeném království, v Irsku, Česku, Maďarsku a na Slovensku.

## Tesco ve světě

Tesco v Evropě:

Tesco mělo v roce 2024 prodejny v pěti zemích světa: v Česku, Irsku, Maďarsku, na Slovensku a ve Spojeném království. Kromě těchto zemí Tesco podniká také v Indii a v Polsku, kde má technologická centra.
| Země               | Značka   | Počet prodejen | K datu  |
| ------------------ | -------- | -------------- | ------- |
| Česko              | Tesco    | 184            | 07/2024 |
| Irsko              | Tesco    | 166            | 02/2023 |
| Maďarsko           | Tesco    | 197            | 02/2023 |
| Slovensko          | Tesco    | 174            | 07/2024 |
| Spojené království | Tesco    | 2 803          | 02/2023 |
| Spojené království | One Stop | 712            | 02/2023 |
| Spojené království | Booker   | 191            | 02/2023 |
| Spojené království | Jack's   | 6              | 02/2023 |

### Britské ostrovy

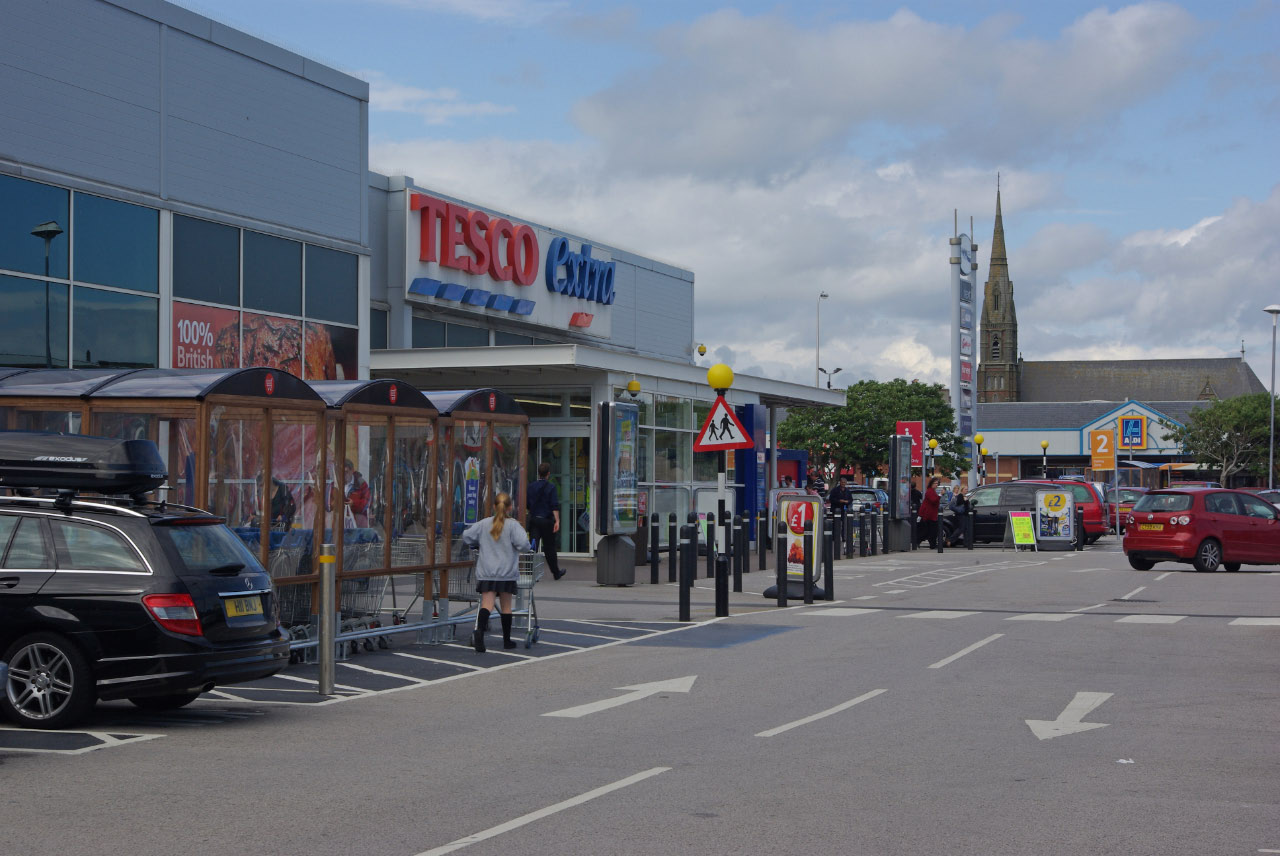
Tesco Extra v Barrow-in-Furness v Anglii (2012)

V domovském Spojeném království Tesco mezi potravinářskými řetězci zaujímá dominantní postavení. Podle dat agentury Kantar mělo v červenci 2024 podíl na trhu 27,7 % (řetězec Sainsbury's na druhém místě měl 15,3 %). Tesco mělo ve Spojeném království v roce 2023 799 hypermarketů, 1 998 menších prodejen a 6 Dotcom Only prodejen (pouze připravujících zboží pro online objednávky). Kromě toho do skupiny Tesco patřilo 191 velkoobchodů s potravinami Booker, 712 malých franšízových prodejen One Stop a 6 diskontních supermarketů Jack's. Tesco tak ve Spojeném království provozovalo 3 712 obchodů. Jejich celkové tržby za finanční rok 2022/23 činily 48,917 mld. britských liber (cca 1,470 bilionu Kč). Ve Spojeném království dále Tesco provozuje banku Tesco Bank.
V Irsku Tesco v roce 2023 provozovalo 166 prodejen. V červnu 2024 mu podle dat agentury Kantar na trhu patřil podíl kolem 23 procent, podobně jako konkurenčním řetězcům Dunnes a SuperValu.
Dohromady Tesco na Britských ostrovech na konci finančního roku 2022/23 zaměstnávalo 309 366 lidí.

### Česko
V České republice Tesco začalo podnikat v roce 1996, když koupilo šest obchodních domů od amerického řetězce K-Mart. První hypermarket společnost otevřela v říjnu 1998 v Praze na Zličíně. Za finanční rok 2022/23 mělo Tesco v Česku tržby 45,693 mld. Kč a zaměstnávalo 7 010 lidí. Dle žebříčku časopisu Zboží a prodej bylo Tesco 5. největším maloobchodním řetězcem v zemi. V červenci 2024 v Česku fungovalo 184 prodejen Tesco.

### Maďarsko

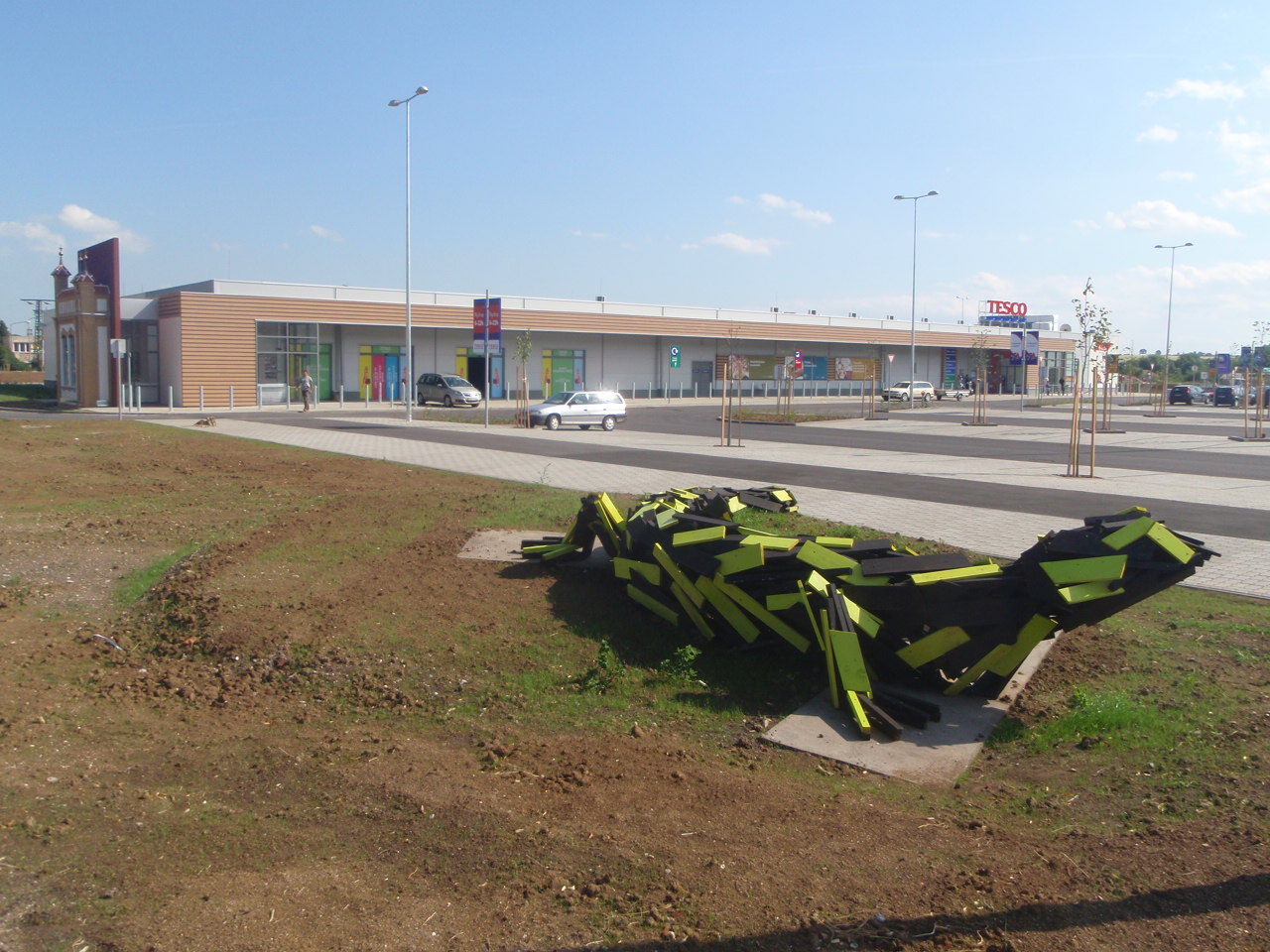
Hypermarket Tesco v maďarském městě Kőszeg a dřevěná socha mloka skvrnitého (2011)

V Maďarsku Tesco začalo podnikat v roce 1995 a v roce 2023 v zemi provozovalo 197 prodejen. Tesco mělo z řetězců v Maďarsku nejvyšší tržby, a to až do roku 2020, kdy skončilo na třetím místě za řetězci Lidl a Spar.

### Slovensko

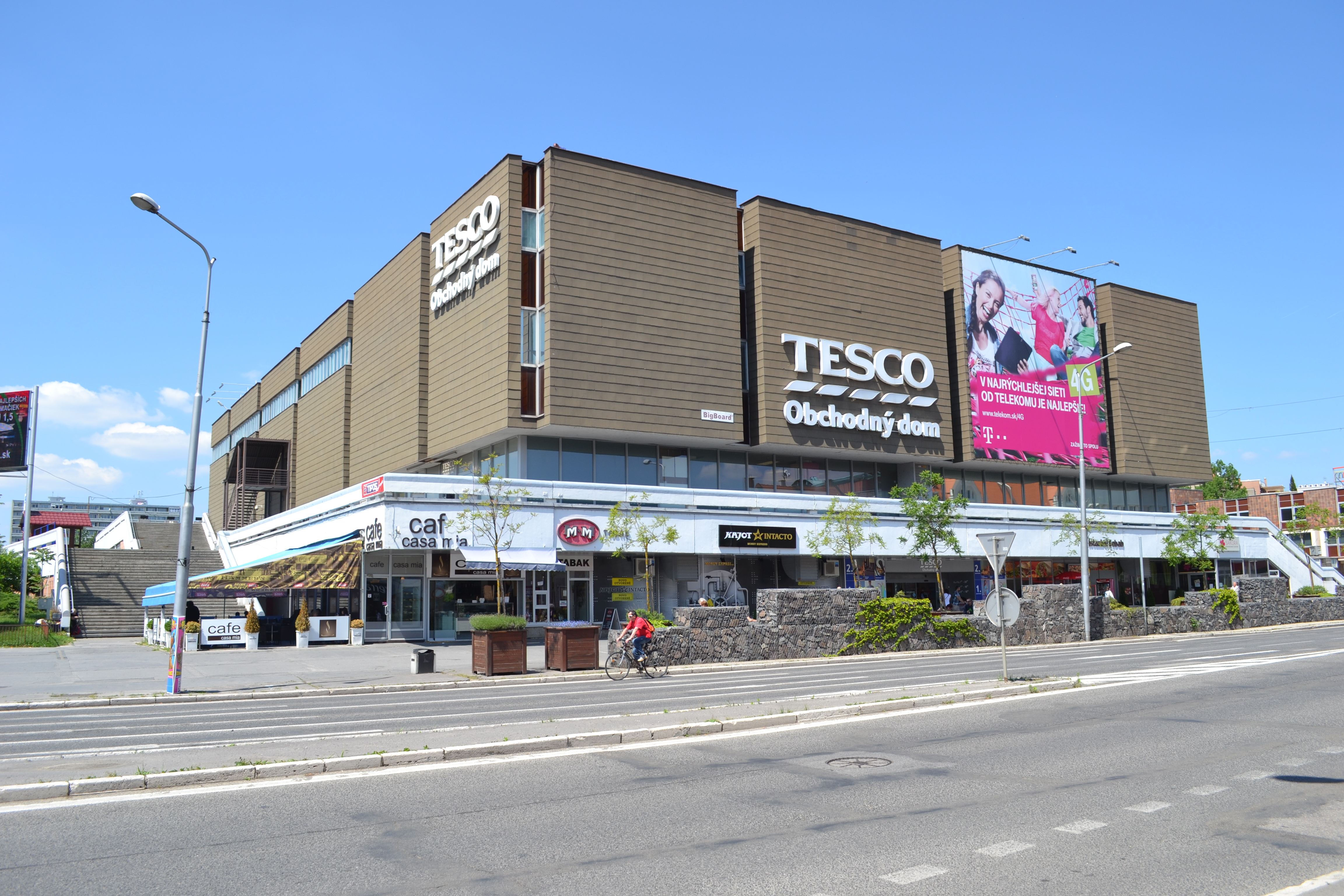
Obchodní dům Tesco v Nitře před rekonstrukcí (2015)

Na slovenský trh Tesco vstoupilo ve stejné době jako na český trh, když v roce 1996 koupilo 7 obchodních domů K-Mart. První hypermarket Tesco byl na Slovensku otevřen v roce 1999 v Nitře. V roce 2017 bylo otevřeno distribuční centrum v Galantě, které je největším distribučním centrem společnosti ve střední Evropě. V letech 2020–2024 na Slovensku podobně jako v Česku fungovala síť franšízových obchodů Žabka, následně byla část obchodů převedena do formátu Tesco Expres a zbylá část uzavřena.
Tesco mělo z obchodních řetězců na Slovensku nejvyšší tržby, a to až do roku 2020, kdy s tržbami 1,393 mld. eur skončilo na druhém místě za diskontem Lidl. Ve stejném roce Tesco zaměstnávalo asi 7,5 tisíce lidí. V červenci 2024 mělo Tesco na Slovensku 174 prodejen, z toho 6 hypermarketů Tesco Extra, 57 běžných hypermarketů, 67 supermarketů a 44 malých prodejen Tesco Expres.

### Dřívější trhy

#### Asie

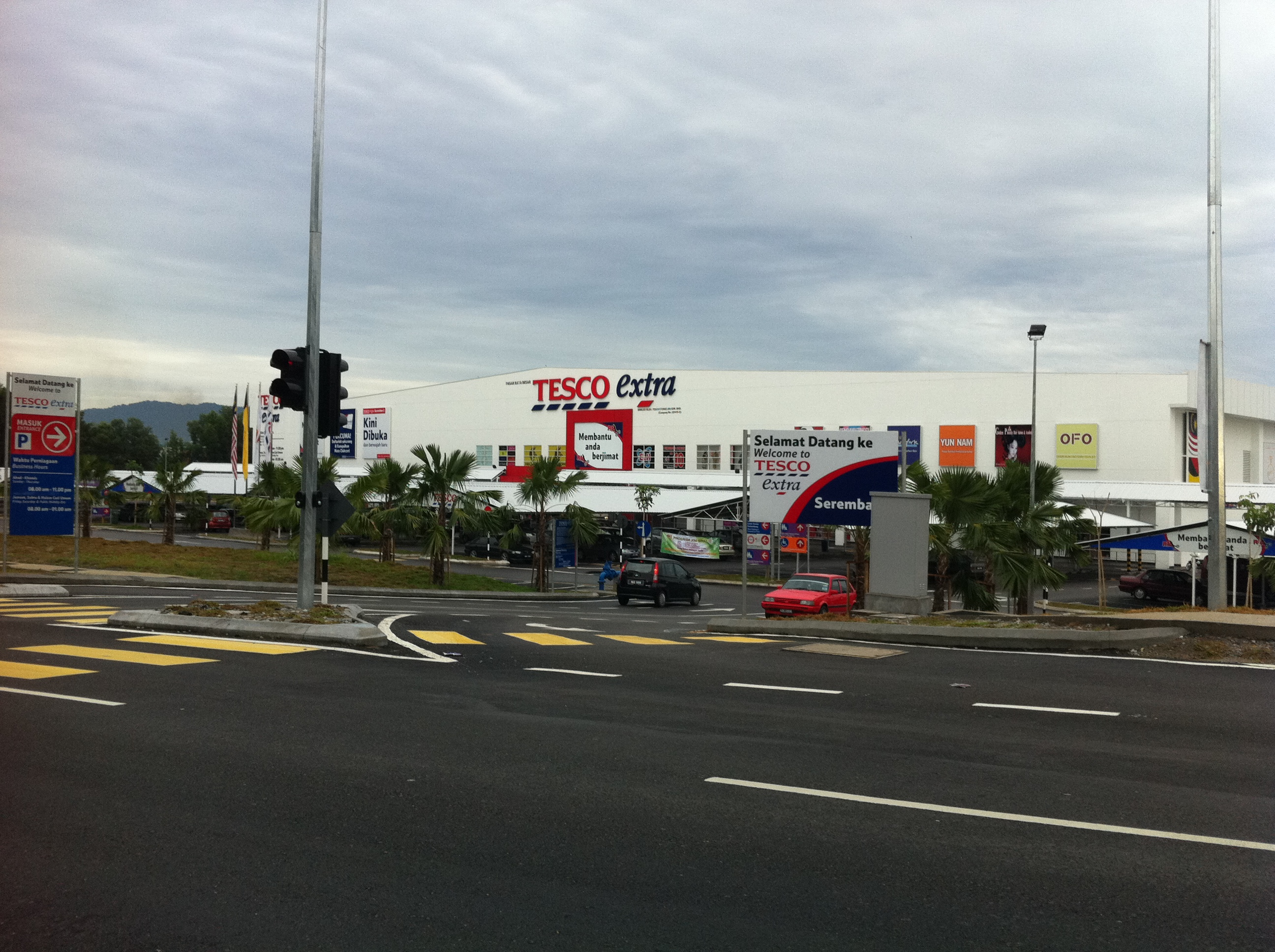
Tesco Extra ve městě Seremban v Malajsii (2010)

Tesco v minulosti podnikalo ve východní a jihovýchodní Asii, kam expandovalo na přelomu tisíciletí. Již v roce 2005 Tesco prodalo obchody na Tchaj-wanu francouzskému řetězci Carrefour. Výměnou Tesco odkoupilo hypermarkety Carrefour v Česku a to samé mělo v plánu učinit na Slovensku, kde však transakci zamítnul tamní antimonopolní úřad. V roce 2012 Tesco po devíti letech odešlo z Japonska, o tři roky později prodalo síť obchodů v Jižní Koreji a v roce 2020 opustilo i Čínu. Značka Tesco z Asie definitivně zmizela v roce 2021, když společnost prodala svůj podíl v hypermarketech Lotus působících v Malajsii a Thajsku.

#### Polsko

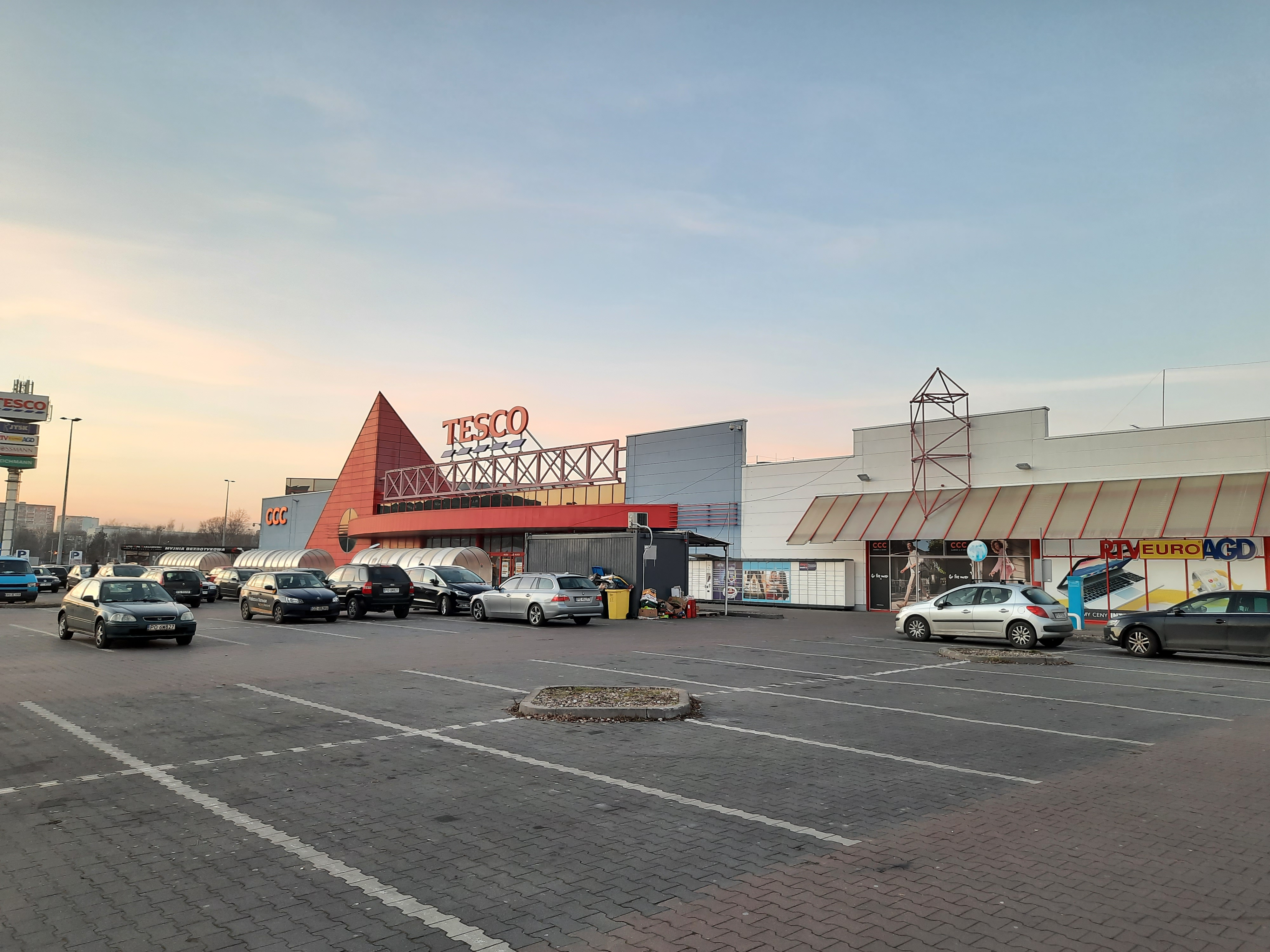
Tesco v Poznani (2020), dnes Kaufland

V Polsku Tesco působilo v letech 1995–2021. Společnost na polský trh vstoupila koupí tří malých řetězců supermarketů a v roce 1998 otevřela první hypermarket na předměstí Vratislavi. V době svého vrcholu kolem roku 2015 mělo Tesco v Polsku 455 prodejen. Poté byly prodejny postupně rozprodávány či zavírány a řetězec se ponořil do finanční ztráty. V roce 2020 zbývajících 301 prodejen koupila dánská společnost Salling Group, která provozuje supermarkety Netto. Poslední prodejny pod značkou Tesco byly uzavřeny na konci října 2021. Mezi příčinami neúspěchu na polském trhu mohla být centralizace řízení (od roku 2015 je Tesco ve všech státech střední Evropy řízeno z Prahy), neschopnost reagovat na změny v preferencích zákazníků, zastaralé a špatně zásobené prodejny nebo zákaz prodeje v neděli.

#### Spojené státy
Tesco se na trh ve Spojených státech amerických snažilo proniknout s malými supermarkety Fresh & Easy. Prodejny byly dlouhodobě ztrátové a v roce 2013 bylo po šesti letech od otevření rozhodnuto o jejich prodeji.

#### Turecko
Mezi lety 2003 a 2016 Tesco v Turecku provozovalo obchody pod značkou Kipa. Jejich novým majitelem se stal turecký řetězec Migros.

## Tesco v Česku
Tesco v Česku podniká zejména prostřednictvím firmy Tesco Stores ČR a.s., která je vedena u Městského soudu v Praze s IČ 453 08 314. Firma sídlí v pražských Vršovicích v nákupním centru Eden, kam se přestěhovala v roce 2007. Dříve sídlila v obchodním centru Letňany. Tesco má v Česku distribuční centrum v Postřižíně severně od Prahy, část sortimentu je dovážena také z hlavního centra pro střední Evropu ve slovenské Galantě.
Za finanční rok 2022/23 mělo Tesco v Česku tržby 45,693 mld. Kč a zisk 113 mil. Kč, přičemž zaměstnávalo průměrně 7 010 lidí. O rok dříve tržby činily 42,081 mld. Kč a zisk 784 mil. Kč. Tesco je podle žebříčku Top 30 českého obchodu časopisu Zboží a prodej 5. největším maloobchodním řetězcem v zemi.

### Historie
Společnost na český trh vstoupila v roce 1996, když od americké společnosti K-Mart koupila šest obchodních domů: Prior v Brně, Prior v Hradci Králové, Ještěd v Liberci, Prior v Pardubicích, Prior v Plzni a Máj v Praze. Z obchodního domu Máj Tesco provozovalo rozvážkovou službu pro zákazníky v Praze. Později si obyvatelé hlavního města mohli objednávat potraviny a drogerii také z hypermarketu na Zličíně, který byl jako první tuzemský hypermarket Tesco otevřen v říjnu 1998.

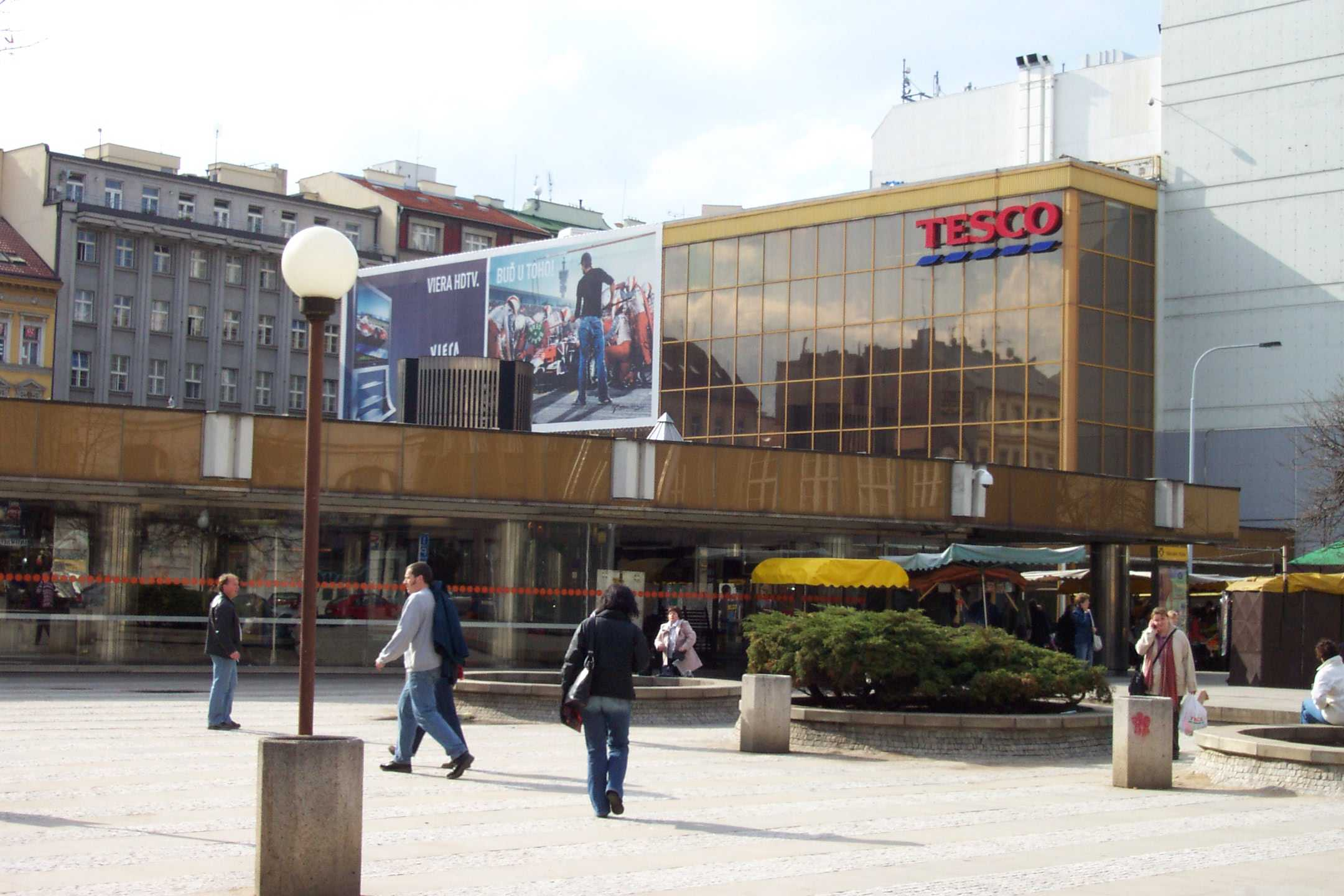
Jižní strana obchodního domu Máj v Praze před výstavbou centra Quadrio (2006)

Jako další byly otevřeny hypermarkety v Brně-Heršpicích (Avion Shopping Park Brno, listopad 1998), Ostravě-Třebovicích (říjen 1999) a Praze-Letňanech (listopad 1999). V roce 2004 bylo Tesco s tržbami 21 mld. Kč mezi obchodními řetězci v Česku na pátém místě.
V květnu 2005 byl v Mikulově otevřen první supermarket Tesco ve střední Evropě. V roce 2006 Tesco v Česku koupilo 11 hypermarketů Carrefour a 27 supermarketů Edeka. Spekulovalo se také o možné koupi řetězce Plus. Od prosince 2006 Tesco využívá distribuční centrum v Postřižíně. V srpnu 2007 byla v Praze na Bělehradské ulici otevřena první tuzemská prodejna Tesco Expres. 
V dubnu 2008 byly v hypermarketu Tesco na pražské Skalce otevřeny první dvě samoobslužné pokladny v Česku. V srpnu 2009 Tesco vstoupilo na tuzemský bankovní trh, když ve spolupráci s GE Money Bank začalo nabízet úvěry pod značkou Tesco Finanční služby; od dubna 2010 spolupráci převzal Home Credit.
Od září 2010 v Česku funguje věrnostní program Clubcard. Téhož měsíce byl hypermarket v Plzni-Doubravce jako první v zemi modernizován do nového formátu Tesco Extra. V roce 2011 Tesco od společnosti Penta koupilo 81 malých prodejen Žabka a 47 prodejen Koruna. Za účetní rok 2011/12 Tesco v Česku vykázalo tržby 45,328 mld. Kč a zisk 204 mil. Kč, a zároveň završilo období své největší expanze, když dosáhlo počtu celkem 219 prodejen (79 hypermarketů, 67 supermarketů, 65 prodejen Expres a 6 obchodních domů) a 12 tis. zaměstnanců. V roce 2012/13 počet prodejen ještě vzrostl na 226, ale tržby poklesly zhruba o miliardu; v roce 2013/14 pak klesl i počet prodejen na 202.
V lednu 2012 Tesco spustilo plnohodnotný internetový obchod, v první fázi pouze pro zákazníky z Prahy a okolí, později i v dalších regionech. Od května 2013 v Česku funguje virtuální mobilní operátor Tesco Mobile. Z hlediska velikosti sítě i ekonomických výsledků Tesco v následujících letech stagnovalo, počet prodejen se mezi lety 2013 a 2023 snížil z 226 na 186, tržby vzrostly jen nepatrně ze 44,012 mld. Kč na 45,693 mld. Kč.
Kolem roku 2015 se objevily spekulace, že by Tesco v rámci plánu na restrukturalizaci mohlo úplně odejít ze střední Evropy. V roce 2020 Tesco odešlo z Polska, v Česku, Maďarsku a na Slovensku nadále podniká. V Česku nicméně společnost prodala část nemovitého majetku, zejména obchodních center. Trendem bylo také omezování sortimentu v hypermarketech a zmenšování prodejní plochy. V roce 2024 byl ukončen prodejní formát Tesco Extra, prodejny jsou nově označovány pouze za hypermarkety.

### Prodejny
Pod značkou Tesco v Česku v červenci 2024 fungovalo 184 prodejen různých velikostí.
| Kraj            | Počet prodejen | Počet prodejen | Počet prodejen | Počet prodejen |
| Kraj            | HM             | SM             | EX             | Celkem         |
| --------------- | -------------- | -------------- | -------------- | -------------- |
| Jihočeský       | 4              | 5              | -              | 9              |
| Jihomoravský    | 9              | 5              | 1              | 15             |
| Karlovarský     | 6              | 4              | -              | 10             |
| Královéhradecký | 8              | -              | -              | 8              |
| Liberecký       | 1              | 7              | 3              | 11             |
| Moravskoslezský | 11             | 3              | 2              | 16             |
| Olomoucký       | 5              | 2              | -              | 7              |
| Pardubický      | 6              | 2              | -              | 8              |
| Plzeňský        | 5              | 2              | 1              | 8              |
| Praha           | 7              | 4              | 19             | 30             |
| Středočeský     | 15             | 10             | 6              | 31             |
| Ústecký         | 6              | 12             | 1              | 19             |
| Vysočina        | 2              | 1              | -              | 3              |
| Zlínský         | 5              | 4              | -              | 9              |
| Celkem          | 90             | 61             | 33             | 184            |

#### Hypermarkety
V červenci 2024 v Česku existovalo 90 hypermarketů Tesco, z toho nejvíce (15) ve Středočeském kraji a nejméně (1) v Libereckém kraji. Tesco je podle počtu prodejen druhým největším tuzemským řetězcem hypermarketů po Kauflandu, který má přibližně 140 prodejen. U 17 hypermarketů Tesco provozuje také čerpací stanici.
Většina hypermarketů Tesco vznikla v nultých letech. Tesco se tradičně soustředilo na okresní a krajská města, kde budovalo hypermarkety jako samostatné budovy s jednoduchou montovanou konstrukcí, často na předměstích nebo poblíž významných silničních tahů; v největších městech pak byla vybudována větší nákupní centra s více provozovnami (viz níže). Další prodejny v obchodních centrech Tesco převzalo po řetězci Carrefour v roce 2006; na hypermarkety byly později přestavěny také prodejny v obchodních domech. 
Počet hypermarketů Tesco dlouhodobě stagnuje, v letech 2014–2024 byly nově otevřeny pouze dva, a to v Kutné Hoře (2021) a Lysé nad Labem (2022). Uzavřeny byly bývalé hypermarkety Carrefour v pražských Stodůlkách (2009; přestavěn na XXXLutz), v Ústí nad Labem-Všebořicích (2015; velkoobchod TAMDA) a ve Zlíně-Malenovicích (2017; rozděleno na více jednotek uvnitř obchodního centra). Trendem v oblasti hypermarketů bylo také zmenšování prodejní plochy, například původně dvoupodlažní Tesco v obchodním centru Nový Smíchov opustilo horní podlaží, v dalších hypermarketech byla část prodejní plochy ohrazena a pronajata jiným prodejcům, jako jsou řetězce s elektronikou nebo nábytkem.
Část hypermarketů v letech 2010–2024 nesla označení Tesco Extra. Jednalo se o největší prodejny s rozšířeným sortimentem a nabídkou služeb; součástí hypermarketů Extra bylo například větší oddělení elektra, oddělení optiky, lékárna, oddělení mobilních telefonů nebo fotografické studio; vzhledem k rozvoji internetových obchodů však zájem o nepotravinářský sortiment v hypermarketech dlouhodobě klesal a většina těchto služeb tedy byla postupně zrušena. První prodejnou Tesco Extra v Česku se v roce 2010 stal hypermarket v Plzni-Doubravce, celkem těchto prodejen vzniklo 9 (Brno-Avion, Mladá Boleslav, Ostrava-Hrabová, Plzeň-Bory, Plzeň-Rokycanská, Praha-Eden, Praha-Skalka, Praha-Zličín, Trutnov).
K některým hypermarketům či obchodním centrům Tesco byla v minulosti provozována bezplatná autobusová doprava, její rozsah ale byl postupně omezován. Poslední tři bezplatné Tesco linky vozily cestující k obchodnímu centru Silesia v Opavě (do prosince 2022), k obchodnímu centru Fontána v Karlových Varech (do března 2023) a k obchodnímu centru Rokycanská v Plzni (do června 2023).
Od jiných řetězců se Tesco v minulosti odlišovalo tím, že většina hypermarketů měla nepřetržitou otevírací dobu. Od roku 2013 byla otevírací doba napříč prodejnami postupně omezována, podle řetězce se noční provoz vzhledem k nízké frekvenci zákazníků nevyplatil. Nonstop provoz vydržel nejdéle v hypermarketech v pražských nákupních centrech Eden a Letňany, a to až do dubna 2024.

#### Supermarkety
V Česku se v červenci 2024 nacházelo 61 supermarketů Tesco. Oproti hypermarketům supermarkety Tesco nabízejí menší sortiment především v oblasti nepotravinářského zboží a platí pro ně odlišný akční leták. Některé ze supermarketů, zejména ty v německém příhraničí, jsou bývalými prodejnami Edeka. Část supermarketů Tesco vznikla na zelené louce, příkladem jsou nejnověji otevřené supermarkety v Uherském Ostrohu a Odoleně Vodě (2023).

#### Tesco Expres
Tesco Expres je formát malé prodejny na pomezí supermarketu a samoobsluhy. V červenci 2024 bylo v Česku 33 prodejen Tesco Expres. Nejčastěji se tyto prodejny nacházejí v centrech měst, více než polovina z nich je v Praze. První Tesco Expres bylo v ČR otevřeno v srpnu 2007 v Praze na Bělehradské ulici. Počet prodejen Expres dlouhodobě klesá, ještě v roce 2022 jich bylo 38.

#### Žabka

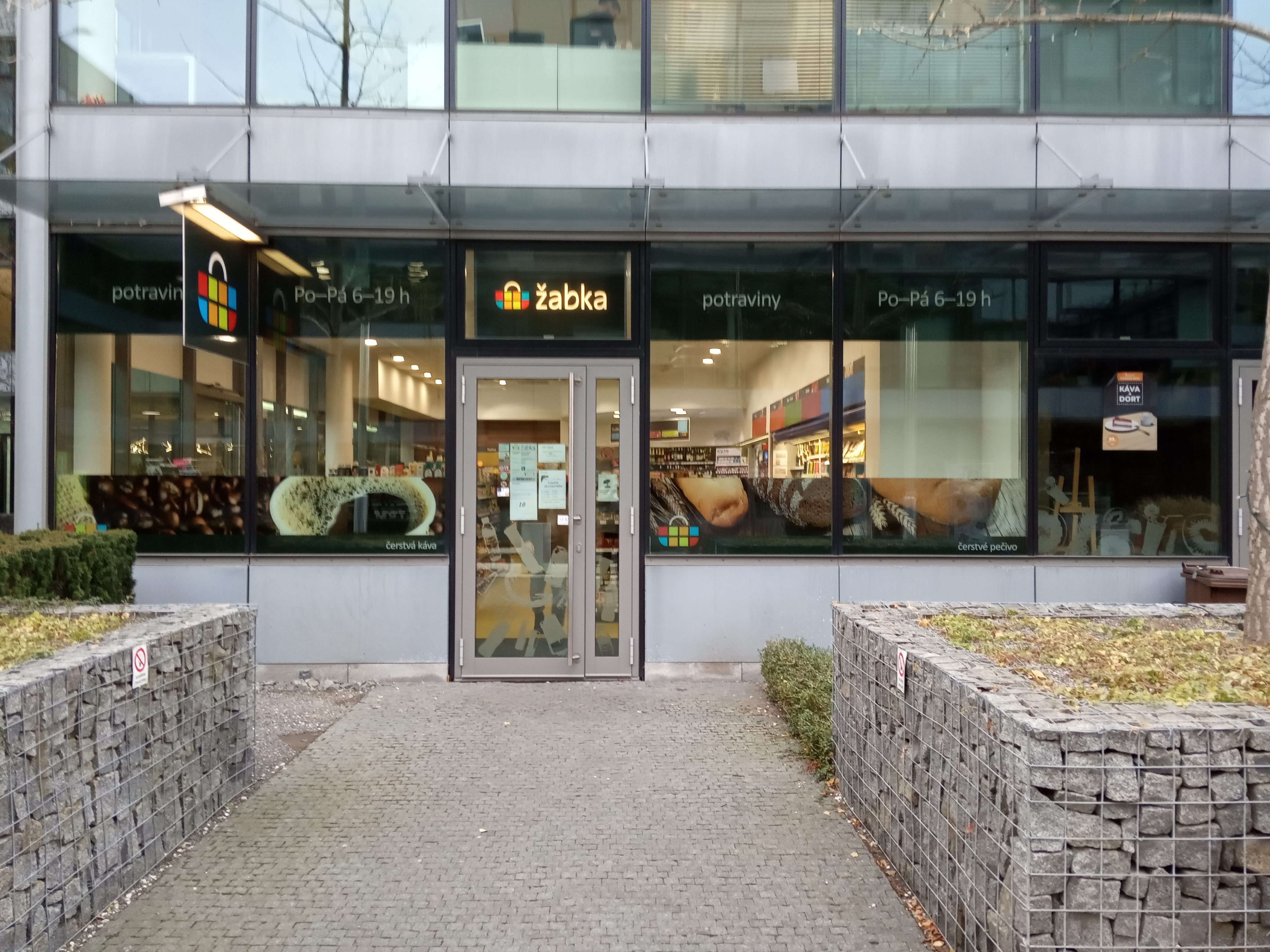
Žabka v Praze na Chodově

Řetězec Žabka od roku 2011 patří do skupiny Tesco. Prodejny jsou provozovány jako franšízy, přičemž na jejich provoz dohlíží společnost Tesco Franchise Stores ČR s.r.o. (oddělená od firmy Tesco Stores ČR, jež spravuje hypermarkety, supermarkety a prodejny Expres). Žabka je samostatnou značkou, v jejích prodejnách jsou nicméně poskytovány například služby operátora Tesco Mobile.

### Další podnikání

#### Tesco Online nákupy
Od roku 2012 Tesco v České republice provozuje internetový obchod s potravinami. Možnost objednat si nákup s doručením na konkrétní adresu byla na podzim 2021 dostupná ve všech krajských městech (kromě Karlových Varů), různých dalších městech a v jejich okolí; celkově bylo službou pokryto asi 6,1 mil. českých domácností. Nákup lze objednat přes webové stránky nebo v mobilní aplikaci. Ve 14 hypermarketech funguje služba Klikni a vyzvedni, kdy je nákup objednaný přes internet pro zákazníka připraven k vyzvednutí na prodejně. Během pandemie koronaviru fungovala služba Tesco Zásilka, která umožňovala na kteroukoliv adresu v ČR doručit balíček základních potravin a domácích potřeb.

#### Tesco Mobile
Tesco v České republice od května 2013 provozuje virtuálního mobilního operátora Tesco Mobile. Poskytovatelem sítě je O2. Tesco Mobile má 14 kamenných prodejen, umístěných v blízkosti vybraných hypermarketů Tesco. V roce 2020 měl operátor 300 tisíc zákazníků, což z něj dělá druhého největšího virtuálního operátora v Česku po BLESKMobilu.

#### Tesco Finanční služby
V letech 2009–2023 v Česku Tesco nabízelo půjčky a úvěry pod značkou Tesco Finanční služby. Bankovním partnerem byla zpočátku GE Money Bank, od dubna 2010 spolupráci převzal Home Credit. Kromě splátkového prodeje a hotovostních půjček nabízely Tesco Finanční služby také Kreditní kartu Clubcard, při jejímž používání v obchodech Tesco zákazníci dostávali bonusové výhody v rámci věrnostního programu. Projekt Tesco Finanční služby byl ukončen k dubnu 2023, zrušena byla také kontaktní místa v prodejnách.

#### Obchodní centra

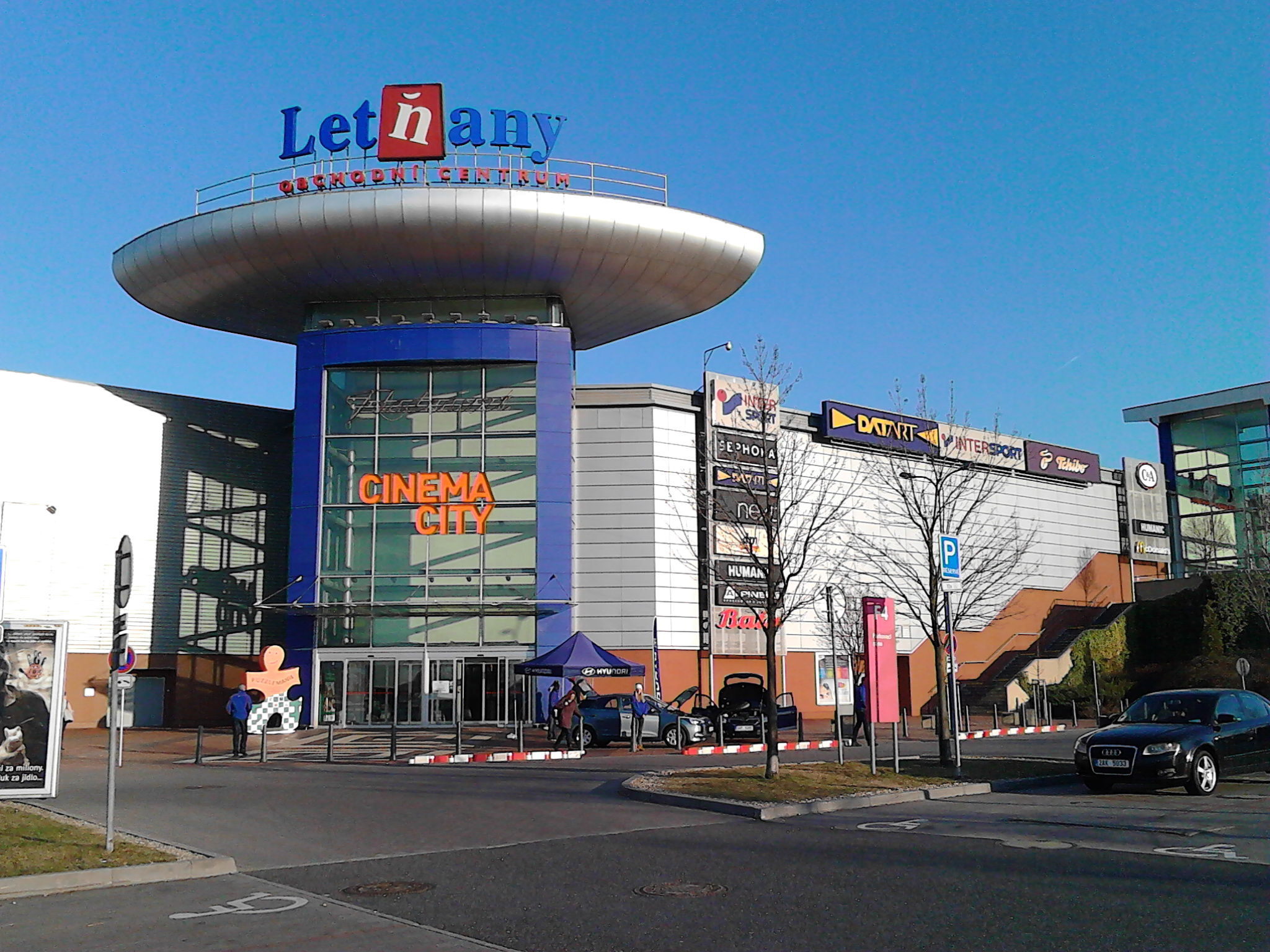
Jeden ze vchodů obchodního centra Letňany před rekonstrukcí, s typickým logem (2015)

Tesco v minulosti provozovalo celá obchodní centra. Prvním obchodním centrem Tesco v Česku bylo obchodní centrum Plzeň, které vzniklo přístavbou ke stávajícímu hypermarketu v Plzni-Doubravce a bylo otevřeno v listopadu 2001. Následovalo obchodní centrum Letňany v Praze (taktéž přístavba, říjen 2002), Fontána (Karlovy Vary, listopad 2003), Silesia (Opava, říjen 2004) a Galerie (přístavba, Ostrava-Třebovice, říjen 2005). Po převzetí řetězce Carrefour se mezi ně v roce 2006 zařadilo ještě pražské nákupní centrum Eden, otevřené v březnu 2005. Obchodní centra Tesco používala podobná loga, ve kterých bylo vždy jedno z písmen stylizováno do podoby nákupní tašky.
Obchodní centra Tesco jsou postupně prodávána. V roce 2016 bylo prodáno obchodní centrum Letňany a v roce 2020 obchodní centrum Plzeň, které následně změnilo název na obchodní centrum Rokycanská. Obchodní centra v Karlových Varech, Opavě a Ostravě získala společnost Cushman & Wakefield, která je nově provozuje pod značkou Shopland.

#### Obchodní domy aMy

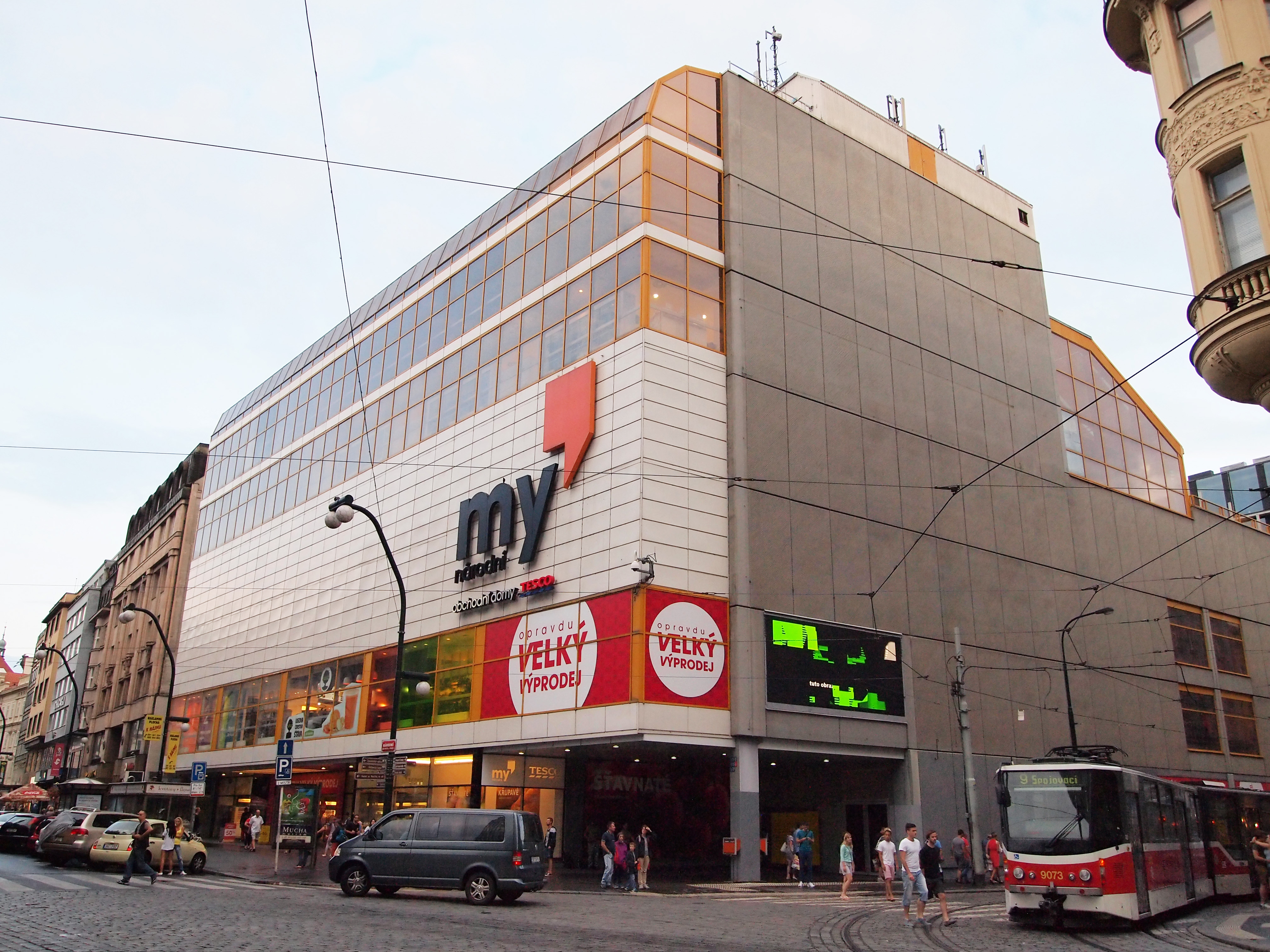
Obchodní dům Máj, tehdy pod značkou My (2014)

Tesco svou činnost v České republice zahájilo převzetím šesti obchodních domů po odcházejícím americkém řetězci K-Mart. Konkrétně se jednalo o obchodní dům Ještěd v Liberci, obchodní dům Máj v Praze a bývalé obchodní domy Prior v Brně, Hradci Králové, Pardubicích a Plzni.
Obchodní dům Ještěd Tesco provozovalo do února 2009. Poté byla v jeho sousedství otevřena první část obchodního centra Forum Liberec, jejíž součástí byl také dvoupodlažní obchodní dům My. Původní obchodní dům byl zbořen navzdory protestům architektonické obce i části veřejnosti. Mezi možnými důvody, proč se Tesco rozhodlo budovu zbourat a přesunout prodejnu do nových prostor, mohlo být složité uspořádání interiéru, obtížné zásobování a nedostatek parkovacích míst. Obchodní centrum Forum Tesco v roce 2016 prodalo a hypermarket se v roce 2018 zmenšil pouze na jedno patro pod značkou Tesco.
Pod značkou My se v září 2009 po rekonstrukci otevřel také pražský obchodní dům Máj. V roce 2019 Tesco obchodní dům prodalo developerské společnosti Amádeus Real a ponechalo si pouze prodejnu potravin v suterénu, čímž v Česku značka My přestala existovat. V letech 2022–2024 prošel obchodní dům včetně prodejny Tesco další rekonstrukcí, prodejna byla následně znovu otevřena.
Obchodní dům v Brně, ve kterém Tesco provozuje hypermarket v přízemí, v roce 2017 koupila společnost Crestyl. Je v plánu jeho demolice. Obchodní dům v Hradci Králové a obchodní dům v Pardubicích potkal navzájem podobný osud. V jejich sousedství se nacházejí obchodní centra, se kterými byly obchodní domy sloučeny s tím, že si Tesco ponechalo prodejnu na jednom z podlaží. Hradecký obchodní dům byl po rekonstrukci otevřen v říjnu 2020, pardubický v září 2022. Obchodní dům v Plzni byl uzavřen v říjnu 2017 a prodán firmě Amádeus Real. V následujícím roce byly v budově otevřeny obchody Lidl a Hervis, v plánu je nicméně demolice.

### Branding, reklama aprivátní značky

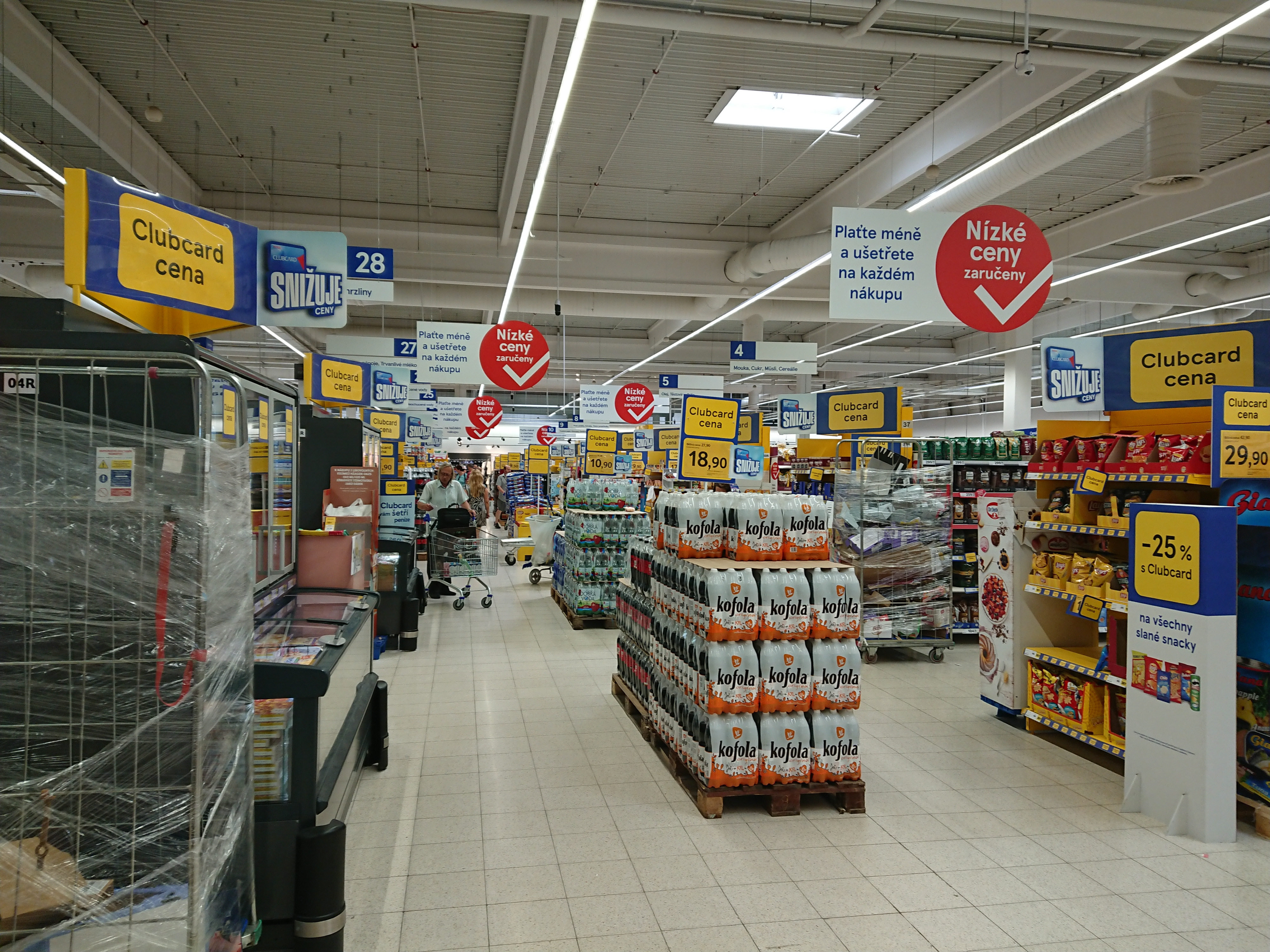
Reklamní cedule v hypermarketu Tesco Extra na pražské Skalce

Pro Tesco je typická kombinace červené, modré a bílé barvy. Mezi reklamní hesla, které Tesco v minulosti používalo, patří S námi ušetříte, Na všem záleží nebo Radost z dobrých věcí. Od jara 2022 Tesco svůj marketing staví na věrnostním programu Clubcard, pro jehož členy platí více slevových akcí, a používá slogan Nízké ceny zaručeny. Obě kampaně jsou převzaty z britského originálu (The Power To Lower Prices, resp. Aldi Price Check).
Tesco prodává výrobky různých privátních značek. V minulosti se jednalo o tři hlavní značky – Tesco Value nabízející základní sortiment s důrazem na nízkou cenu, střední řadu Tesco Standard a prémiovou Tesco Finest. Značka Tesco Standard byla přejmenována na Tesco, značka Tesco Value zanikla a po vzoru konkurenčních diskontních řetězců byla nahrazena jinými privátními značkami (např. Stockwell & Co., Hearty Food Co. nebo Tesco Home Office).
V hypermarketech Tesco jsou prodávány také výrobky privátní módní značky F&F. V letech 2010–2017 měla značka vlastní vlajkovou prodejnu v pražském obchodním centru Palladium.

### Kontroverze

#### Prodej prošlých nebo zkažených potravin
Obchodů Tesco se v minulosti dotklo několik problémů s prodejem prošlých nebo zkažených potravin, zejména masa a lahůdkářských výrobků. V Ústí nad Labem byla v roce 2006 prodávána vepřová kýta se šedozeleným povlakem a v Hradci Králové zkažené kuřecí maso. V Plzni-Doubravce byly o tři roky později prodávány balené kuřecí řízky s přelepeným datem spotřeby.
Na začátku roku 2012 Státní zemědělská a potravinářská inspekce (SZPI) prováděla intenzivní kontroly v českých supermarketech, které měly za cíl prověřit, zda nedochází ke klamání spotřebitele. Nedostatky byly nalezeny i v prodejnách Tesco. V prodejnách v Čelákovicích, Českých Budějovicích, Pardubicích, Prostějově a Tachově byla zjištěna manipulace s datem spotřeby u lahůdkářských výrobků, v Tachově navíc zboží zůstalo v regálu po datu spotřeby, přičemž bylo napadeno plísní, v Mostě a Praze-Edenu byly výrobky v úseku s obsluhou prodávány déle než den po nakrájení. V březnu téhož roku Tesco v Kladně prodávalo prošlý sýr a v květnu v Českých Budějovicích plesnivý salám. Tesco v roce 2012 obdrželo od SZPI pokuty v souhrnné výši 5,25 mil. Kč, nejvíce ze všech kontrolovaných řetězců. V součtu nejvyšší pokuty (i za jiná pochybení) od SZPI řetězec dostal také v letech 2013 a 2015.
Podobné problémy se řetězci nevyhnuly ani na Slovensku, kde mu byla za prodej prošlých a zdravotně závadných potravin v roce 2015 udělena pokuta 1 mil. €.

#### Aféra skoňským masem
V lednu 2013 byly v supermarketech v Irsku a Spojeném království inspekcí odhaleny masné výrobky, které obsahovaly koňské maso, ačkoliv tato skutečnost nebyla uvedena na etiketě. V případě prodejen Tesco se konkrétně jednalo o hovězí burgery privátní značky, které měly obsahovat až 29 % koňského masa. Výrobky od stejného dodavatele byly preventivně staženy z prodeje i v Česku. O měsíc později SZPI odhalila koňské maso v mražených hovězích lasagních výrobce Nowaco, které byly zakoupeny v hypermarketu Tesco v Plzni. Za tento prohřešek byla řetězci udělena pokuta 650 tisíc Kč. V březnu interní testy společnosti Tesco odhalily přítomnost koňského masa v salámu Herkules vyráběném českou masnou spadající do skupiny Krahulík, součásti koncernu Agrofert. Neoznačené koňské maso se ve stejné době objevilo v řadě evropských zemí, problémy měly například i párky a masové koule v restauracích IKEA.

#### Hygienické problémy vprodejnách
V srpnu 2013 musel dočasně být uzavřen hypermarket v Boskovicích poté, co SZPI ve skladu našla značné množství myšího trusu a na prodejně v oddělení mouky také živou myš. Podobný scénář se v roce 2018 opakoval v hypermarketu v Aši.

#### Reklamní kampaně
Při otevření hypermarketu Tesco na pražské Skalce v listopadu 2005 musela zasahovat policie poté, co se dav zákazníků nahrnul do oddělení elektroniky a převrhnul pult s pokladnou. Zákazníky přilákala inzerovaná sleva na digitální fotoaparát. Jedna zákaznice v davu zkolabovala a byla následně odvezena záchrannou službou do nemocnice.
V lednu 2009 Tesco spustilo reklamní kampaň se sloganem „Tesco pomáhá v době krize“, kterým reagovalo na probíhající ekonomickou recesi. Proti kampani se ohradilo Sdružení obrany spotřebitelů. Podle sdružení byla reklama neetická, protože se snažila zneužít finanční krizi pro vlastní zisk a mohla v lidech vzbuzovat pocit strachu z dopadů krize. Arbitrážní komise Rady pro reklamu nicméně kampaň závadnou neshledala.
Koncem dubna 2022 přišel internetový obchod s potravinami Rohlik.cz s tvrzením, že u něj nákup vyjde levněji než v nespecifikovaných kamenných prodejnách. Tesco na toto tvrzení počátkem května reagovalo kampaní s heslem „Nenechte se opít“ a obrázkem rohlíku, ve které tvrdilo, že levnější je e-shop Tesco Online nákupy. Podle společnosti Rohlik.cz byla kampaň neférová a tendenční, protože Tesco do srovnání použilo i výrobky ve slevové akci. Rohlik.cz podal k Městskému soudu v Praze návrh na vydání předběžného opatření proti kampani, který v červnu stáhnul poté, co kampaň skončila. Soud v nepravomocném usnesení shledal, že kampaň nejevila znaky nekalé soutěže. Ředitel Rohlik.cz Olin Novák v rozhovoru pro Seznam Zprávy nicméně uvedl, že firma proti Tescu připravuje žalobu.

#### Vztah k zaměstnancům
Zaměstnanci Tesca v minulosti několikrát hrozili stávkou, například v roce 2006 kvůli nízkým platům, v roce 2008 kvůli nedostatku zaměstnanců nebo v roce 2015 v souvislosti s uzavřením hypermarketu ve Všebořicích a supermarketu ve Smíchovské tržnici. V roce 2009 si zaměstnanci stěžovali na nedostatek pitné vody a toaletního papíru v zázemí pro zaměstnance.

#### Kriminalita
V červenci 2016 se v hypermarketu na Novém Smíchově odehrála vražda. Třiatřicetiletá duševně nemocná pachatelka v obchodě ukradla nůž a ubodala jím náhodnou zákaznici. Motivem činu bylo zajistit si prodloužení péče v psychiatrické nemocnici. Pachatelka byla odsouzena ke 30 letům trestu odnětí svobody.

### Galerie

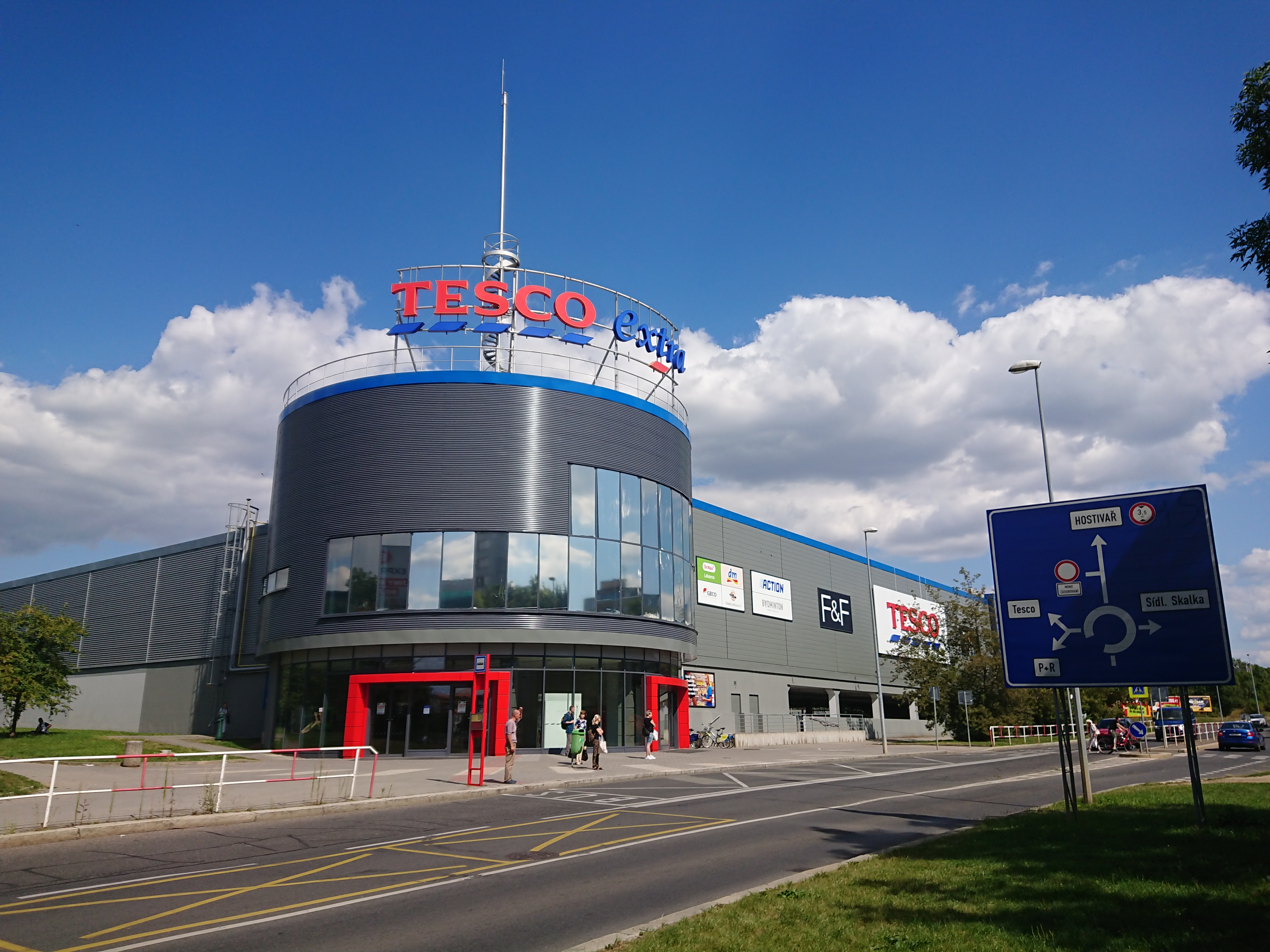
Tesco Extra v Praze na Skalce
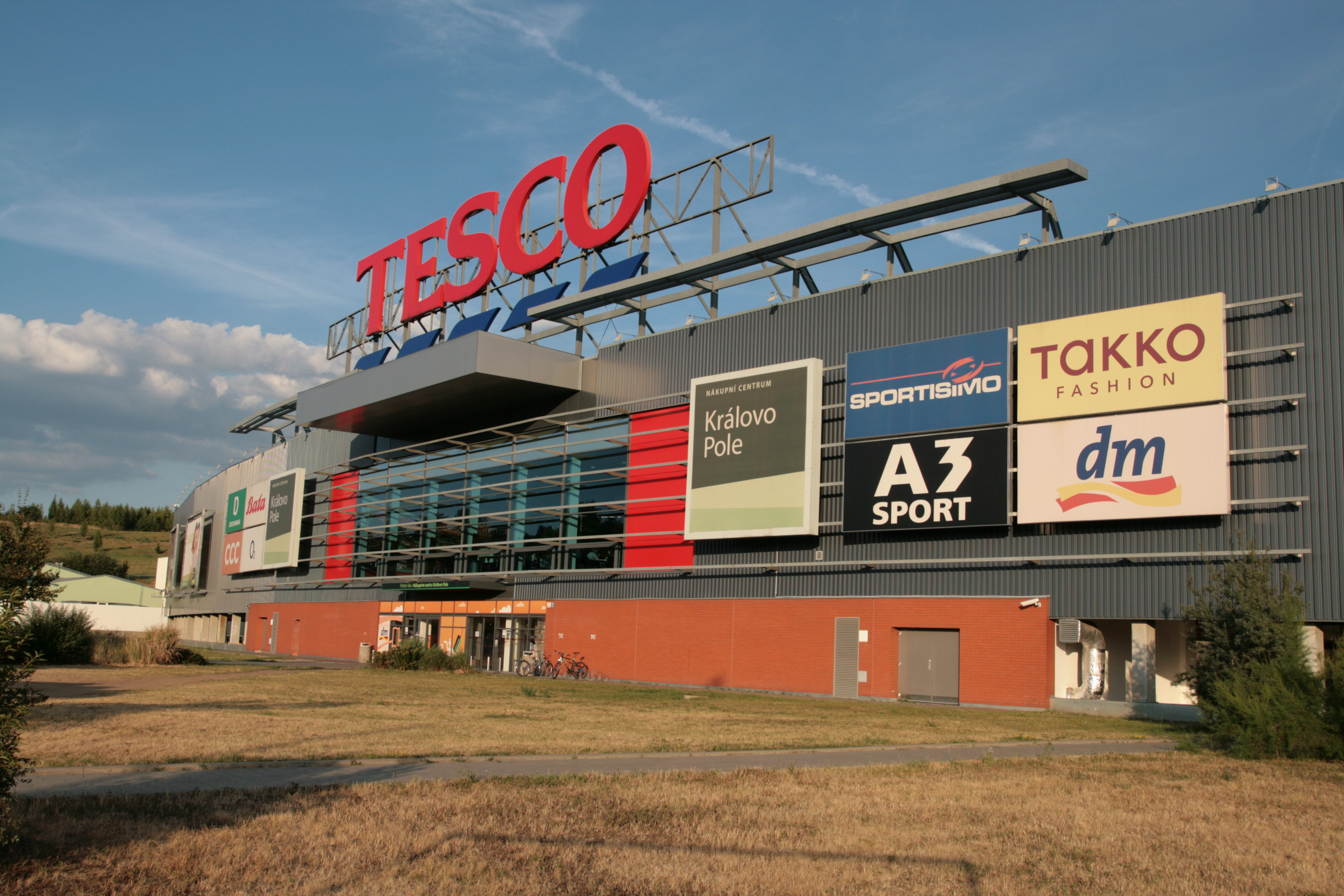
Brněnské nákupní centrum Královo Pole, kde Tesco hypermarket převzalo po řetězci Carrefour
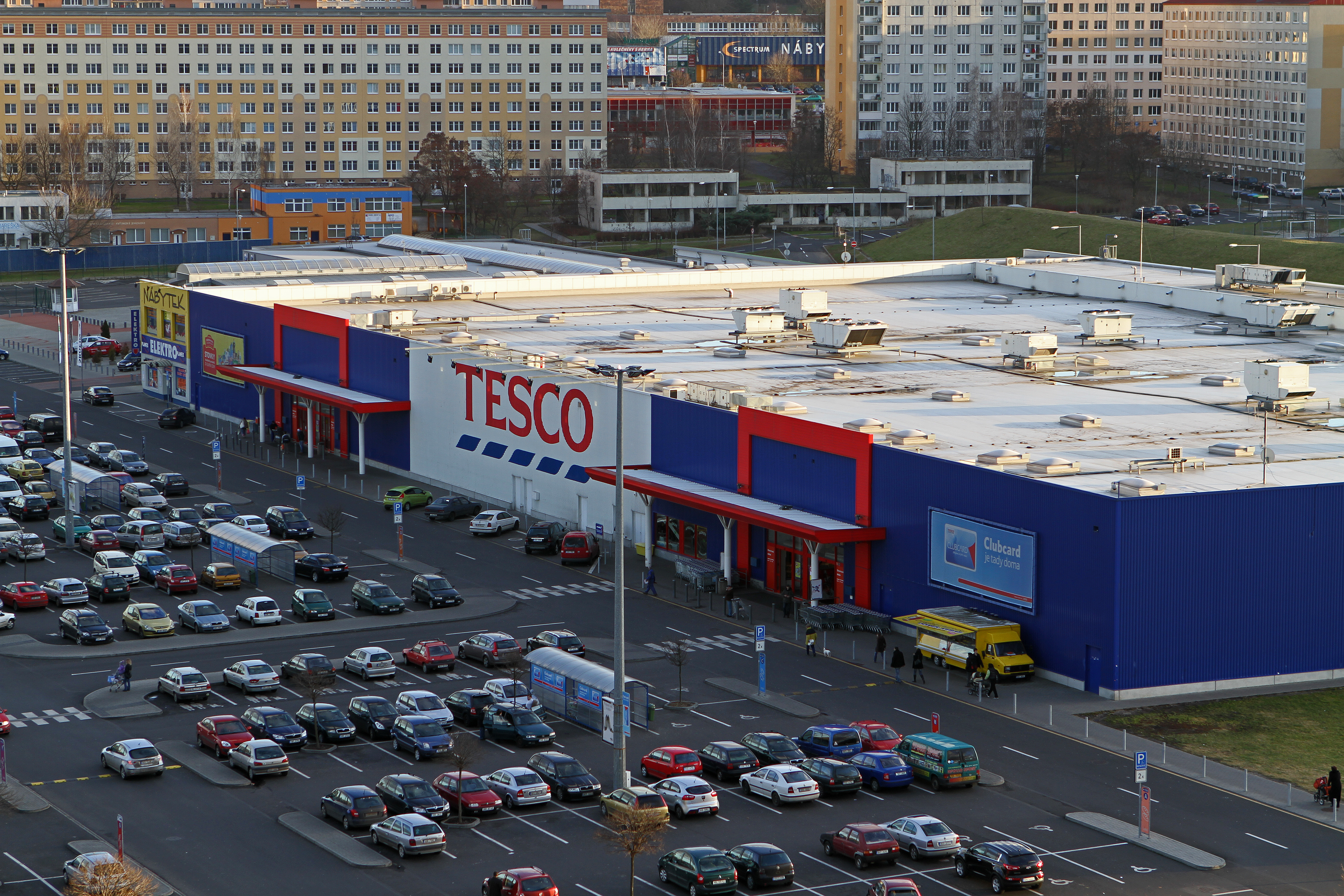
Hypermarket Tesco v Mostě (2012)
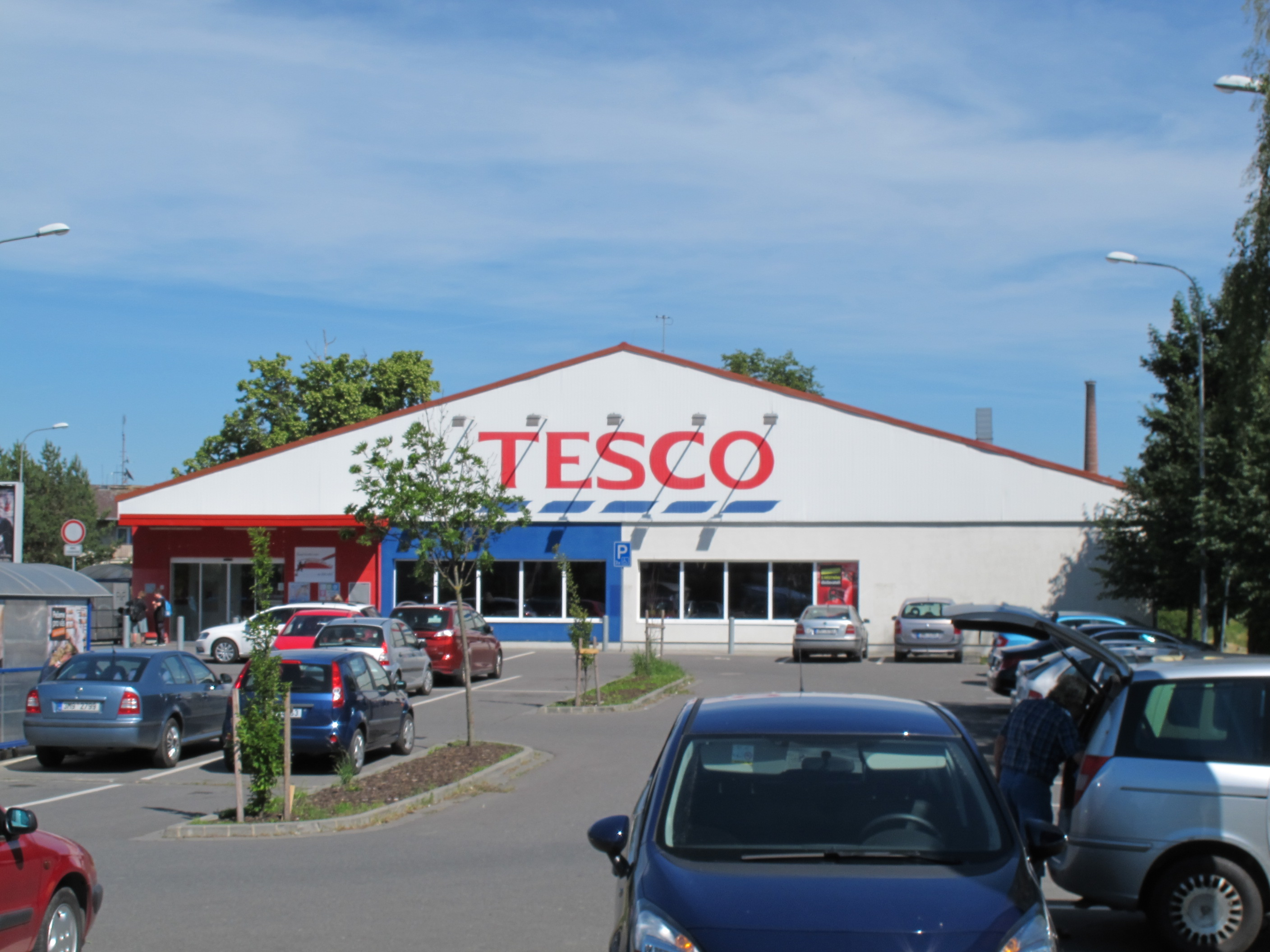
Supermarket Tesco v Litovli
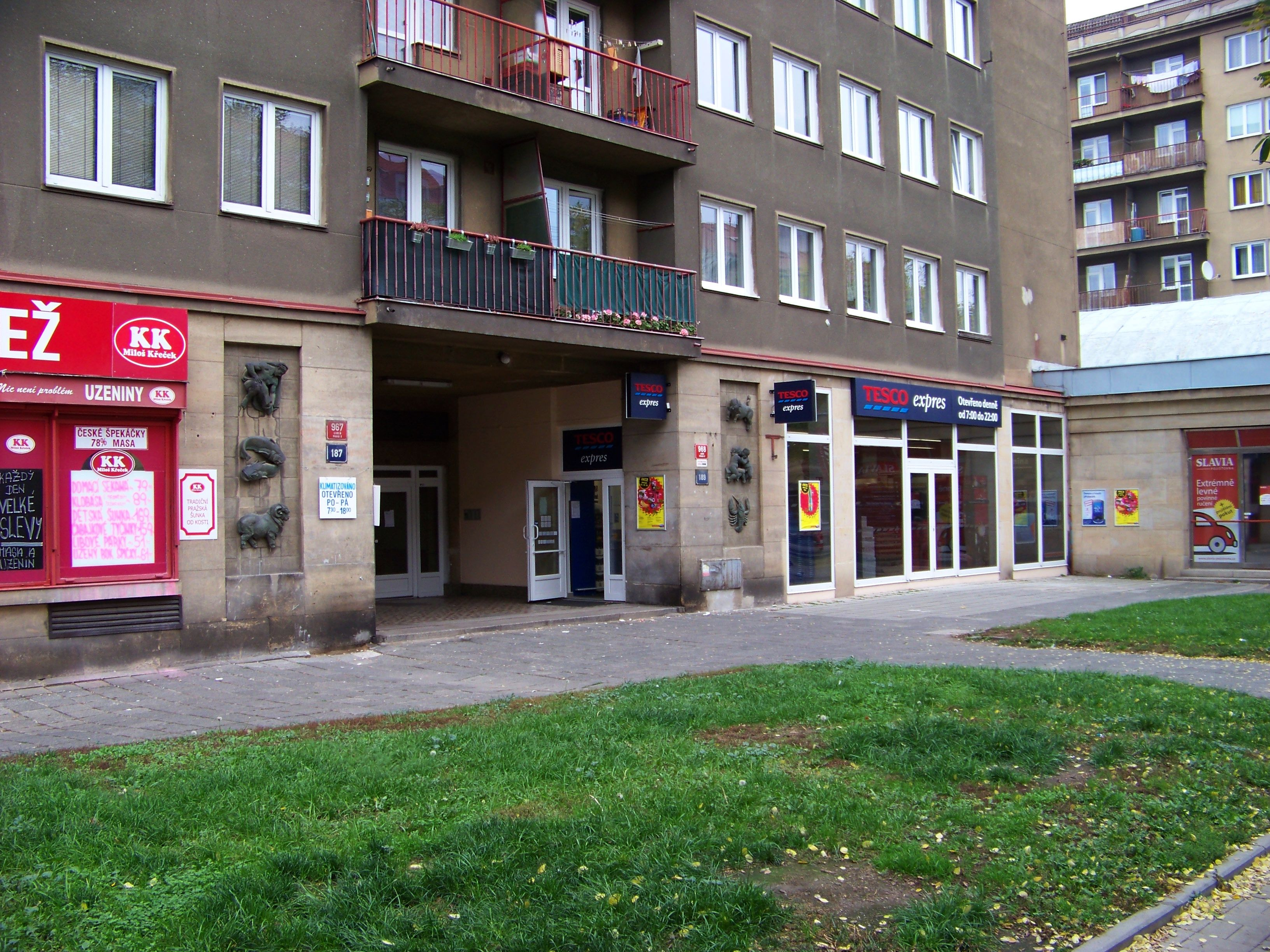
Tesco Expres v Praze-Libni (2012)
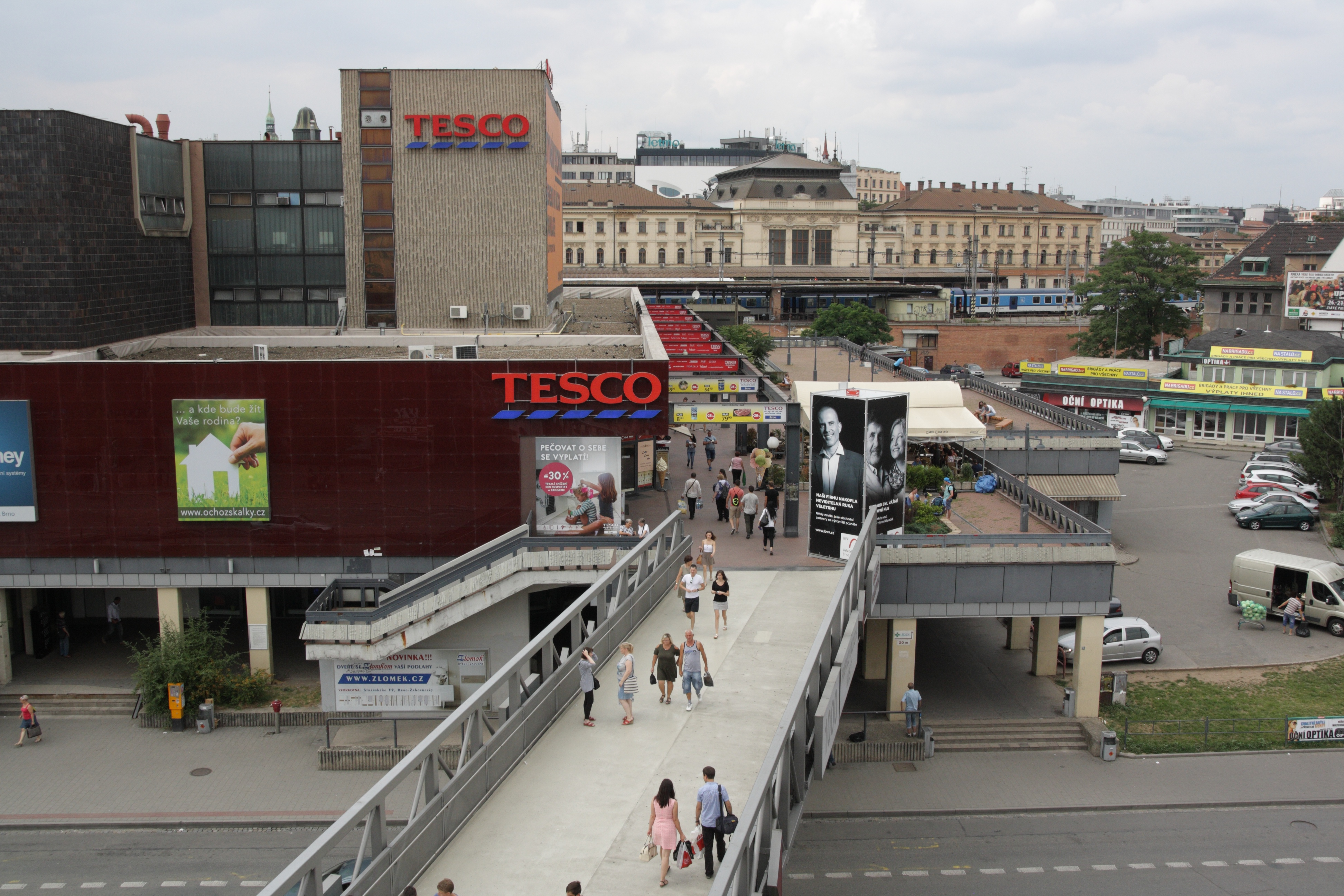
Bývalý Prior v Brně s hypermarketem Tesco
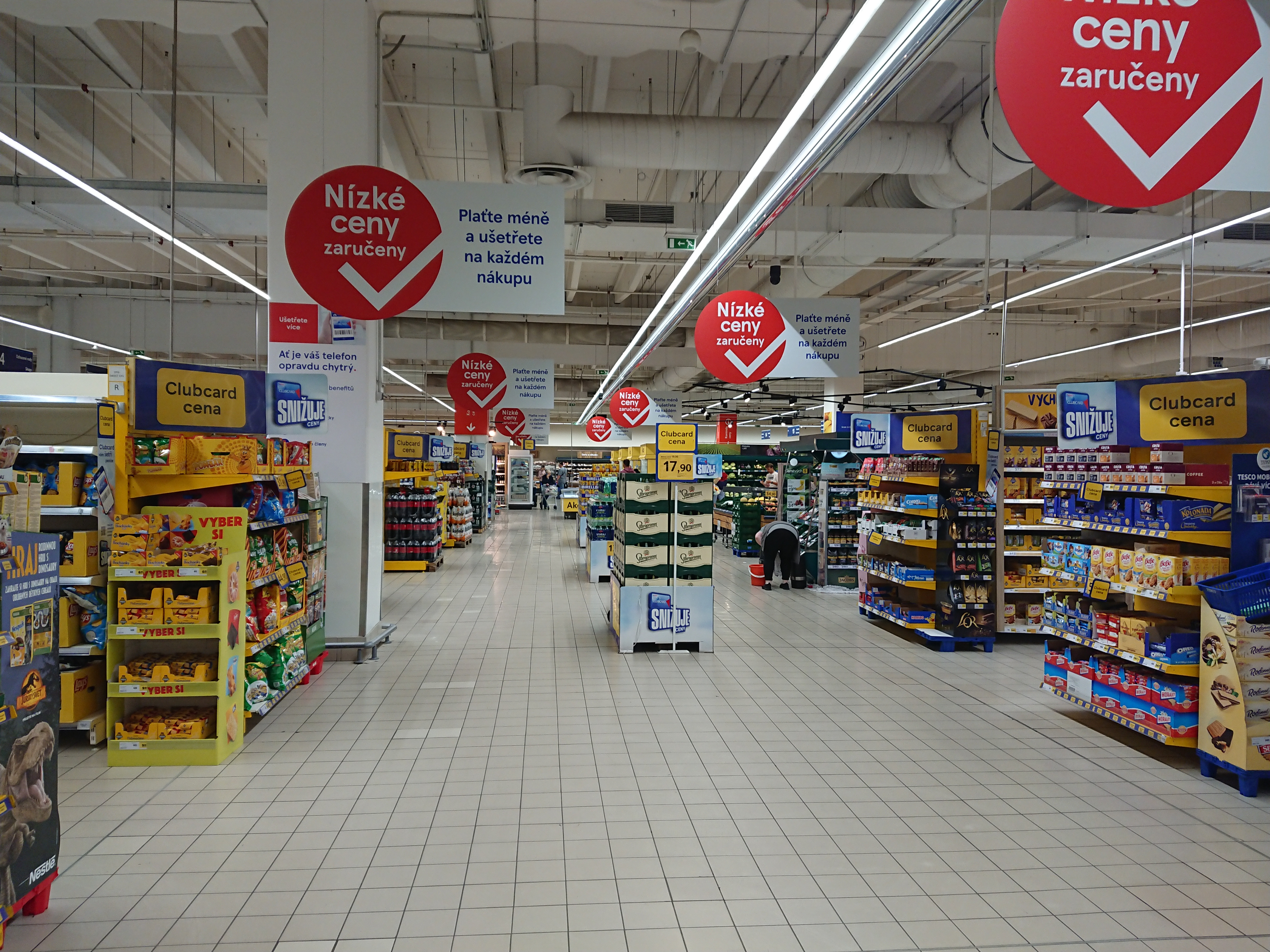
Interiér hypermarketu Tesco Extra
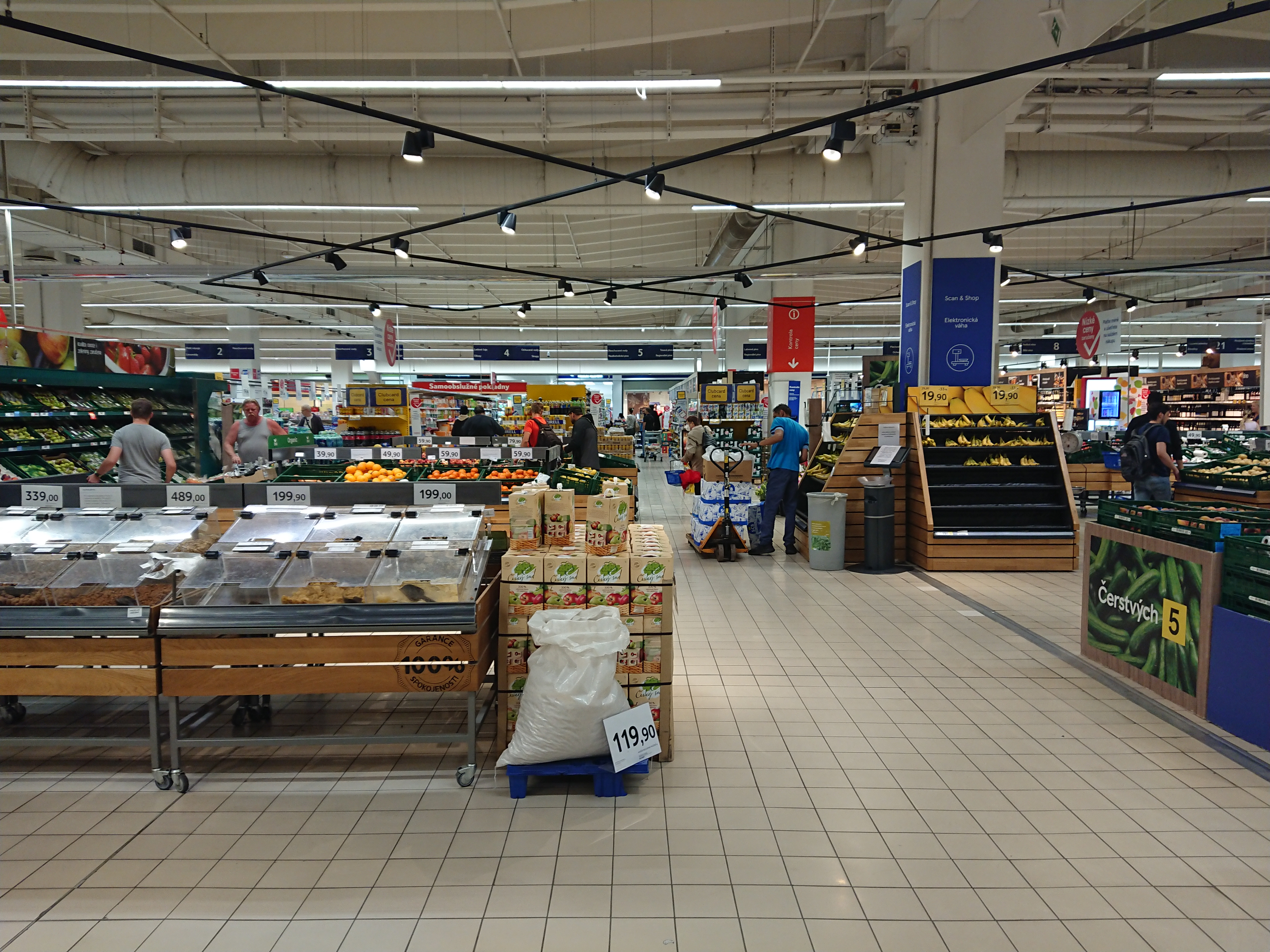
Oddělení ovoce a zeleniny
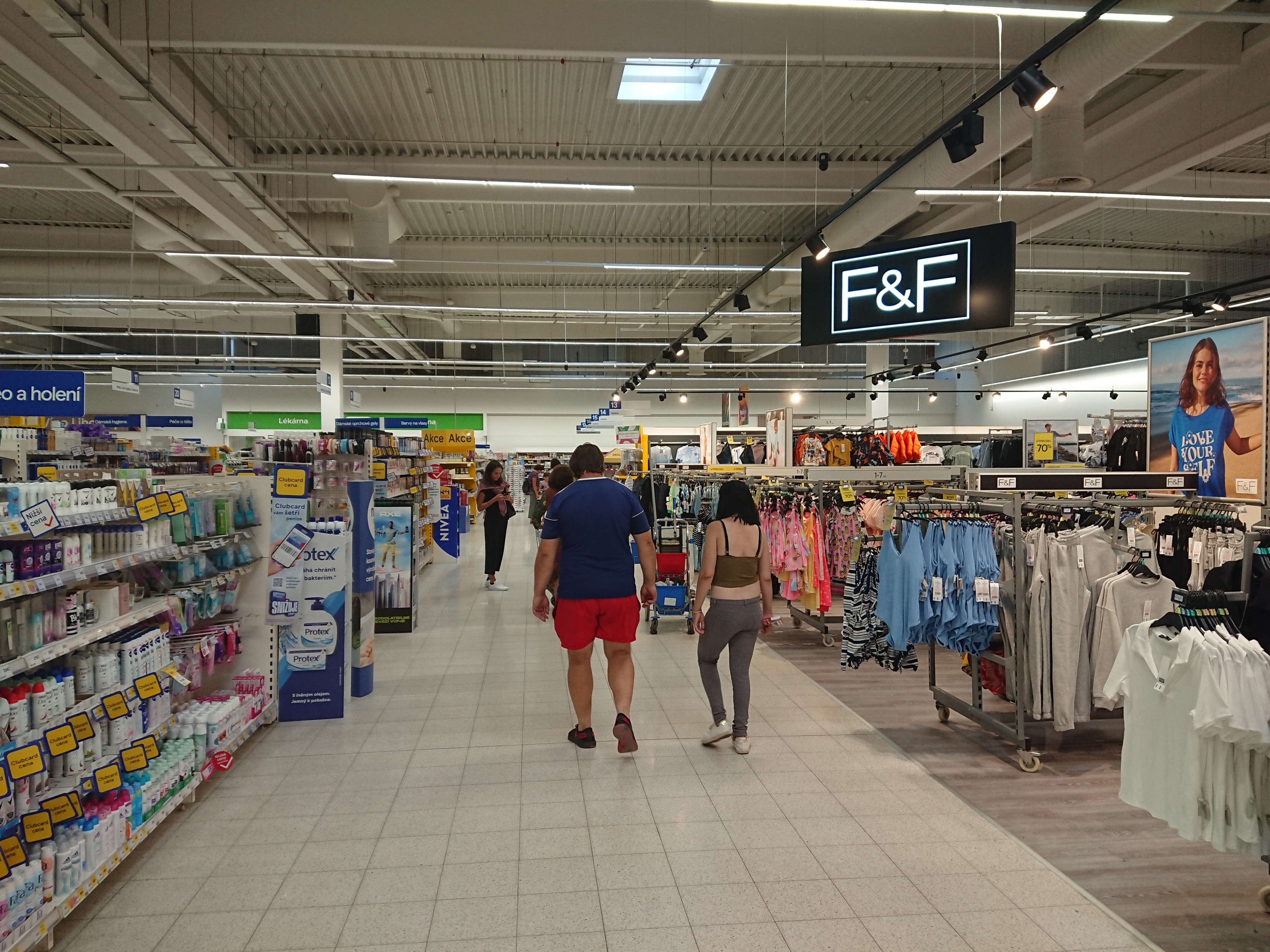
Oddělení s módou značky F&F
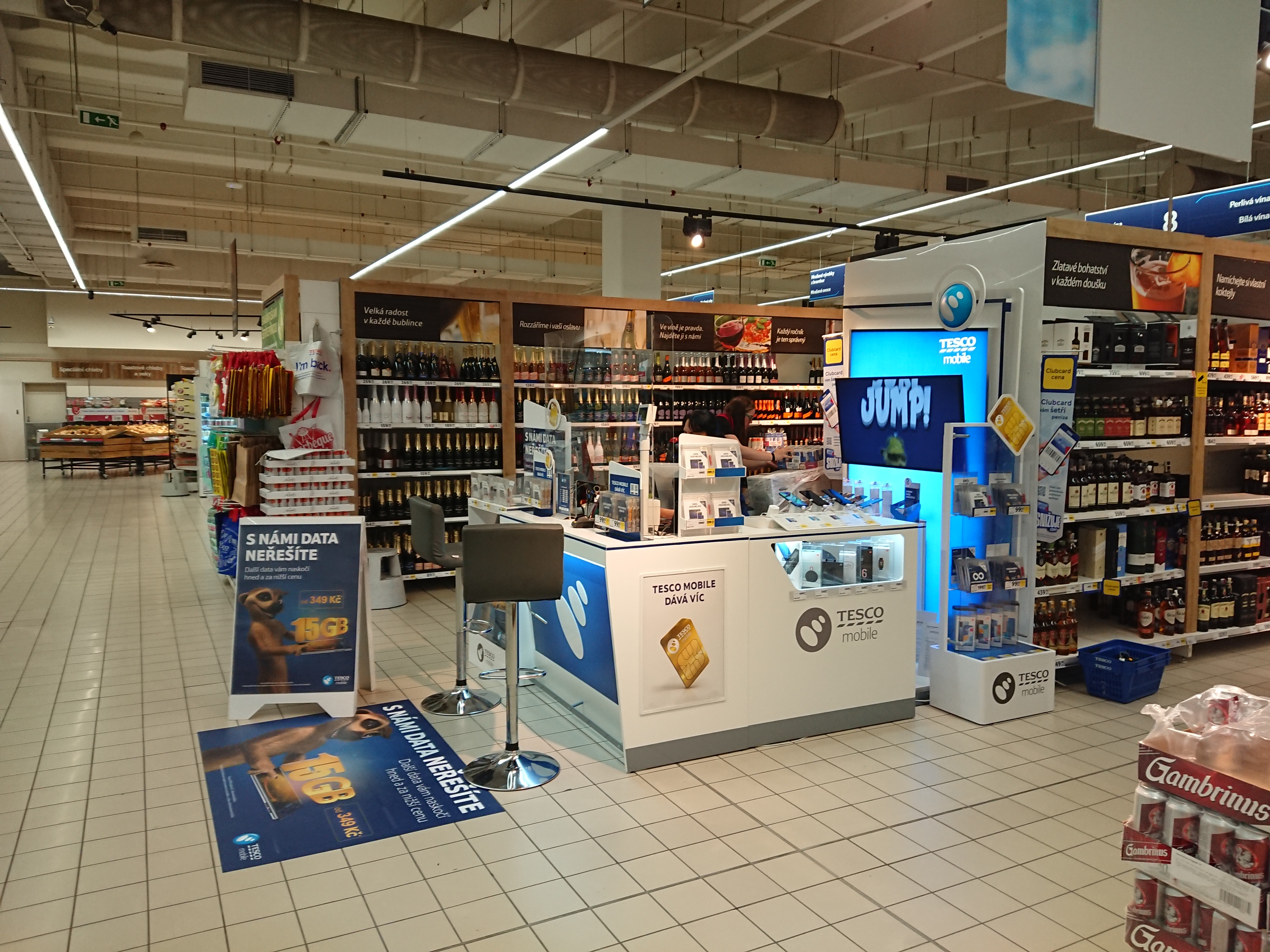
Stánek Tesco Mobile uvnitř hypermarketu
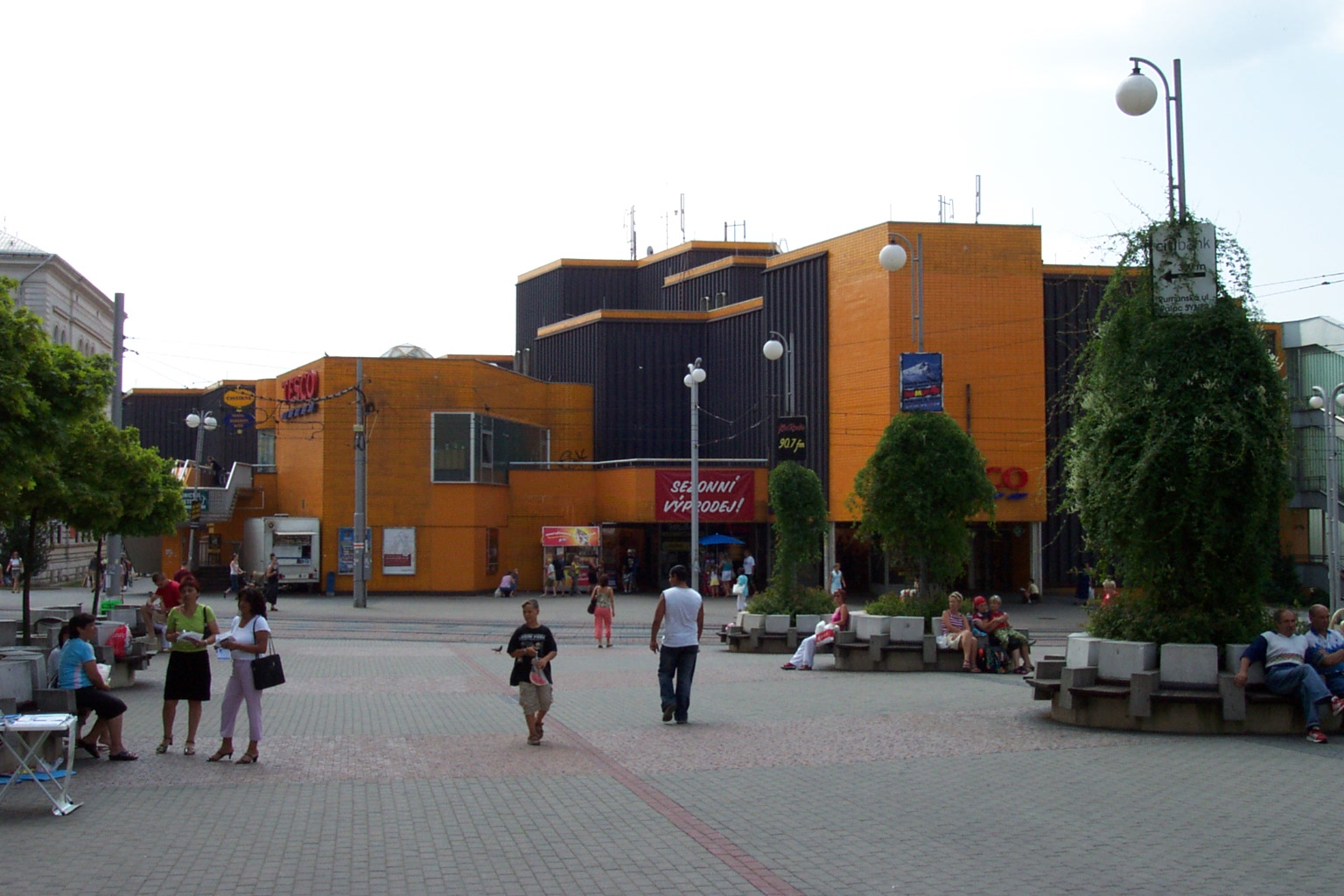
Nyní zbouraný obchodní dům Ještěd v Liberci (2006)
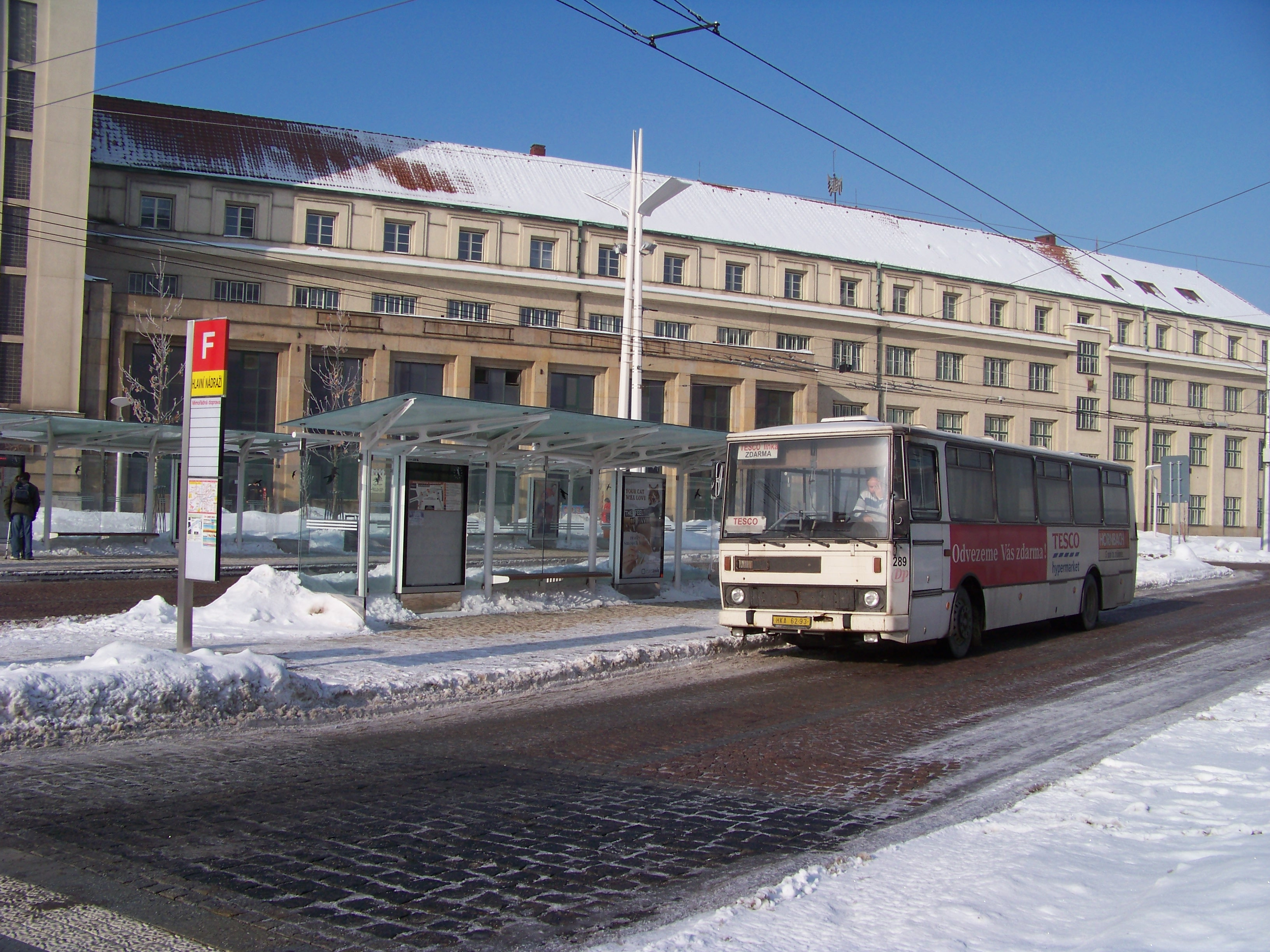
Autobus na bezplatné lince k hypermarketu Březhrad v Hradci Králové (2010)